# 앤드루 존슨 탄핵
앤드루 존슨의 "고위 공직 범죄 및 비행"에 대한 탄핵은 1868년 2월 24일 미국 하원에 의해 시작되었다. 혐의된 고위 공직 범죄 및 비행은 1868년 3월 2일과 3일 하원에서 채택된 11개의 탄핵 조항에 명시되었다. 존슨에 대한 주요 혐의는 그가 임기보장법을 위반했다는 것이었다. 구체적으로, 그가 에드윈 M. 스탠턴을 미국 전쟁부 장관직에서 해임하고 그 자리에 대령 로렌조 토머스를 임시 전쟁 장관으로 임명하려 했다는 것이었다. 임기보장법은 1867년 3월 미국 의회에 의해 존슨의 거부권을 무시하고 통과되었으며, 주된 목적은 상원의 동의 없이 스탠턴이 해고되는 것을 막는 것이었다. 스탠턴은 종종 급진 공화당 파벌과 편을 들었고 존슨과는 좋은 관계를 유지했다.
존슨은 탄핵된 첫 번째 미국 대통령이었다. 하원이 공식적으로 탄핵 조항을 채택한 후, 이들은 판결을 위해 미국 상원으로 송부되었다. 상원에서의 재판은 3월 5일에 시작되었으며, 대법원장 새먼 P. 체이스가 재판을 주재했다. 5월 16일, 상원은 한 조항에 대해 존슨을 유죄로 선고하는 것에 반대 투표를 했으며, 유죄 선고에 찬성하는 35대 19의 투표는 필요한 3분의 2 다수에 한 표 미달했다. 상원 재판은 추가 조항에 대한 유죄 선고를 위해 다시 소집되기 전까지 10일간 휴회되었다. 5월 26일, 상원은 동일한 표 차이로 두 가지 조항에 대해 대통령을 유죄로 선고하는 것에 반대 투표를 했다. 그 후 재판은 나머지 8개 탄핵 조항에 대한 투표 없이 무기한 연기되었다.
앤드루 존슨의 탄핵과 재판은 연방 입법-행정 권력의 균형에 중요한 정치적 함의를 가졌다. 이는 의회 구성원들이 대통령의 정책, 스타일, 사무 관리 방식에 동의하지 않는다는 이유만으로 대통령을 해임해서는 안 된다는 원칙을 유지시켰다. 또한 이는 공공 정책 및 전반적인 통치 권한에 대한 대통령의 영향력을 감소시켜, 미래의 대통령 우드로 윌슨이 1880년대에 "의회 정부"라고 언급한 통치 시스템을 조성했다.

## 배경

### 대통령 재건

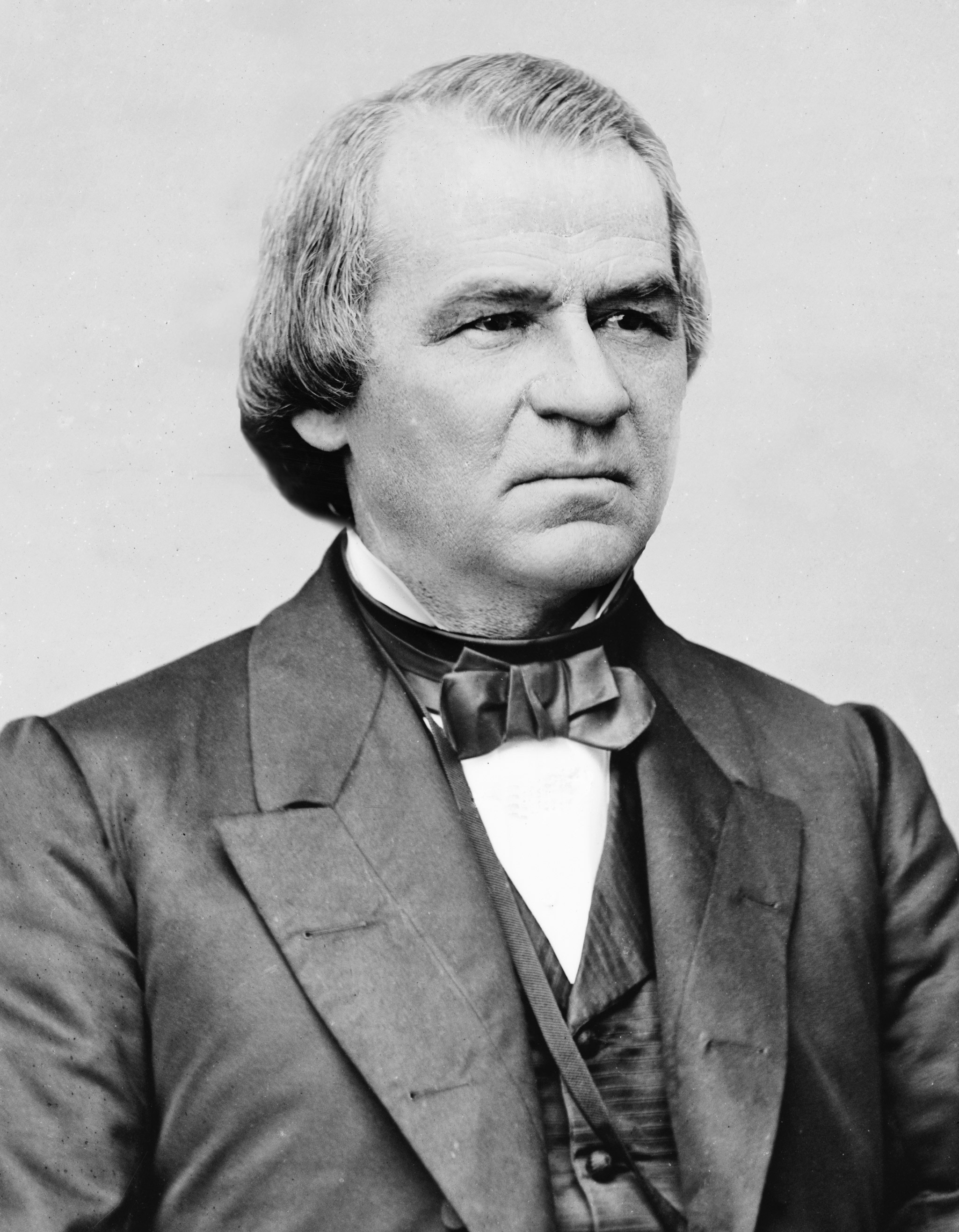
앤드루 존슨 대통령

존슨이 대통령직에 오르기 전부터 행정부와 입법부 간의 긴장은 높았다. 1863년 7월 게티즈버그 전투와 빅스버그 전투에서 유니언군이 승리한 후, 링컨 대통령은 남부를 다시 연방으로 편입하는 문제를 숙고하기 시작했다. 그는 반란 주들을 연방 재통합을 위한 관대한 계획을 추진함으로써 화해의 손길을 내밀고 싶어했다. 대통령 계획의 관대한 어조와 그가 의회와 협의 없이 대통령 지시로 이를 시행했다는 사실은 급진 공화당을 격분시켰고, 그들은 더 엄격한 계획으로 맞섰다. 남부 재건을 위한 그들의 제안인 웨이드-데이비스 법안은 1864년 7월 의회 양원을 통과했지만, 대통령의 포켓 거부권 행사로 인해 효력을 발휘하지 못했다.
북버지니아 군의 항복 불과 며칠 후인 1865년 4월 14일, 에이브러햄 링컨 암살 사건은 누가 평화 조건을 설정할지에 대한 긴장을 잠시 완화시켰다. 급진파들은 새 대통령 앤드루 존슨과 그의 정책에 대해 의심스러워했지만, 그의 기록에 비추어 볼 때 그가 자신들의 강경한 제안에 동의하거나 적어도 묵인할 것이라고 믿었다. 비록 테네시 민주당원이기는 했지만, 존슨은 남부의 분리주의를 맹렬히 비판했다. 테네시주가 연방을 탈퇴하는 주들에 합류한 후, 그는 미국 상원 의석을 사임하기보다는 워싱턴에 머물기로 선택했다. 나중에 연방군이 테네시를 점령했을 때, 존슨은 군사 총독으로 임명되었다. 그는 그 직책에서 자신의 권한을 강력하게 행사했으며, "반역은 혐오스러워야 하고 반역자들은 처벌받아야 한다"고 자주 말했다.
그러나 존슨이 대통령이 된 후, 그는 링컨의 보다 관대한 정책을 채택함으로써 급진파를 거부하고 의회와의 대결을 위한 무대를 마련했다. 그의 대통령직 첫 달 동안, 존슨은 대부분의 전 연합국 정부 및 군 장교들에게 일반 사면을 선포했고, 지금까지 반항적이었던 주들에서 새로운 정부를 수립하는 것을 감독했는데, 이 정부들은 전 연합국 관리들이 지배했다. 1866년 2월, 존슨은 해방노예국을 연장하고 그 권한을 확대하는 법안에 거부권을 행사했다. 의회는 거부권을 무효화할 수 없었다. 그 후, 존슨은 급진 공화당원인 하원의원 새디어스 스티븐스와 상원의원 찰스 섬너, 그리고 노예제 폐지론자 웬델 필립스를 반역자로 비난했다. 나중에 존슨은 1866년 시민권법과 두 번째 해방노예국 법안에 거부권을 행사했다. 상원과 하원은 각각 두 거부권을 무효화하는 데 필요한 3분의 2 다수를 확보했다.
의회와 교착 상태에 빠진 존슨은 자신을 미국 대중에게 직접 "인민의 호민관"으로 내세웠다. 1866년 늦여름, 대통령은 전국 순회 연설인 "서클 순회 연설"을 시작하여 청중들에게 의회와의 싸움에서 지지를 요청하고 다가오는 중간선거에서 자신의 정책을 지지하는 의원을 선출하도록 유권자들에게 촉구했다. 그러나 그의 무질서하고 독설적인 연설과 무모한 야유꾼과의 대결에 대한 보도가 전국에 퍼지면서 이 순회는 존슨에게 역효과를 냈다. 그의 희망과는 달리, 1866년 미국 선거는 의회 양원에 거부권을 무효화할 수 있는 공화당 다수를 가져왔다. 그 결과, 급진파들은 재건을 통제할 수 있게 되었고, 남부 주들이 연방에 완전히 복원되기 위한 요구 사항을 다루는 일련의 재건법을 대통령의 거부권을 무시하고 통과시켰다. 이 법들 중 첫 번째는 존슨의 고향인 테네시를 제외한 주들을 5개 군사 지구로 나누고, 각 주 정부를 미군 통제하에 두었다. 또한, 이 주들은 새로운 헌법을 제정하고, 제14조 수정안을 비준하며, 흑인 남성에게 투표권을 보장해야 했다.

### 존슨을 탄핵하려는 이전 시도

#### 첫 번째 조사
1867년 1월 7일, 하원은 존슨에 대한 탄핵 조사를 시작하기로 투표했고, 이 조사는 하원 사법위원회가 진행하도록 했다. 이 결의안은 조사를 시작하는 것일 뿐, 많은 급진 공화당원들이 원했던 것처럼 실제로 대통령을 직접 탄핵하는 것은 아니었기 때문에, 공화당원들에게 존슨에 대한 불만을 표명할 기회를 제공하면서도 공식적으로 탄핵하지는 않는 것으로 여겨졌다. 많은 공화당원들은 어떤 탄핵 결의안도 사법위원회에서 조용히 사라질 것이라는 믿음에서 안심했다. 하원 사법위원회는 1867년 6월 3일, 본회의에 탄핵 조항을 회부하는 것에 대해 4대 5로 반대했다. 그러나 1867년 11월 25일, 이전에 본회의에 조사 결과를 회부하지 않았던 하원 사법위원회는 한 위원의 마음이 바뀌어 이전 결정을 번복하고 5대 4로 탄핵을 권고하기로 투표했다. 1867년 12월 7일 투표에서, 본회의는 108대 57로 탄핵을 부결시켰는데, 이는 탄핵 찬성보다 반대한 공화당원이 더 많았음을 의미한다.

#### 두 번째 조사 시작
1868년 1월 27일, 루퍼스 P. 스폴딩은 "법률의 적법한 집행을 방해하려는 어떠한 조합이 만들어지거나 시도되었는지"에 대해 존슨에 대한 새로운 탄핵 조사를 수행할 권한을 하원 재건 특별위원회에 부여하고, 위원회가 언제든지 보고할 수 있도록 하는 결의안을 제출할 수 있도록 규칙을 중단하자고 제안했다. 결의안을 심의하자는 동의는 103대 37로 가결되었고, 하원은 99대 31로 결의안 승인에 투표했다. 민주당원 중에서는 아무도 결의안에 찬성하지 않았고, 공화당원 중에서는 엘리후 B. 워시번과 윌리엄 윈덤만이 반대 투표를 했다. 1868년 2월 10일, 하원은 탄핵에 대한 추가 책임을 사법위원회에서 재건 특별위원회로 이전하는 데 투표했다.
새디어스 스티븐스가 위원회 의장이었음에도 불구하고, 재건 하원 위원회의 구성은 처음에는 탄핵에 우호적이지 않았다. 이 위원회에는 1867년 12월 탄핵에 찬성했던 네 명의 (공화당) 위원과 반대했던 다섯 명의 위원(공화당 세 명과 민주당 두 명)이 있었다. 1868년 2월 13일 위원회 회의에서, 스티븐스가 제안한 존슨 탄핵 결의안을 상정하는 동의에 대한 투표는 위원회 구성원 중 5명이 1867년 12월 투표 이후에도 여전히 탄핵에 반대하는 입장을 유지하고 있음을 효과적으로 보여주었다. 2월 13일 투표 이후, 잠시 동안 탄핵 전망이 사라진 것처럼 보였다.

### 임기보장법
의회의 군사 재건 정책 통제는 대통령으로서 존슨의 군 통수권에 의해 완화되었다. 그러나 존슨은 링컨이 임명한 에드윈 M. 스탠턴을 전쟁 장관으로 물려받았다. 스탠턴은 강경한 급진 공화당원이었으며, 그가 재임하는 한 의회의 재건 정책에 순응할 것이었다. 스탠턴이 교체되지 않도록 보장하기 위해 의회는 1867년 존슨의 거부권을 무시하고 임기보장법을 통과시켰다. 이 법은 대통령이 장관(스탠턴을 간접적으로 지칭) 또는 초기 임명이 이전에 상원의 조언과 동의를 필요로 했던 모든 연방 관리를 해임하거나 해고하기 전에 상원의 조언과 동의를 구하도록 요구했다.

### 존슨의 스탠턴 전쟁 장관 해임

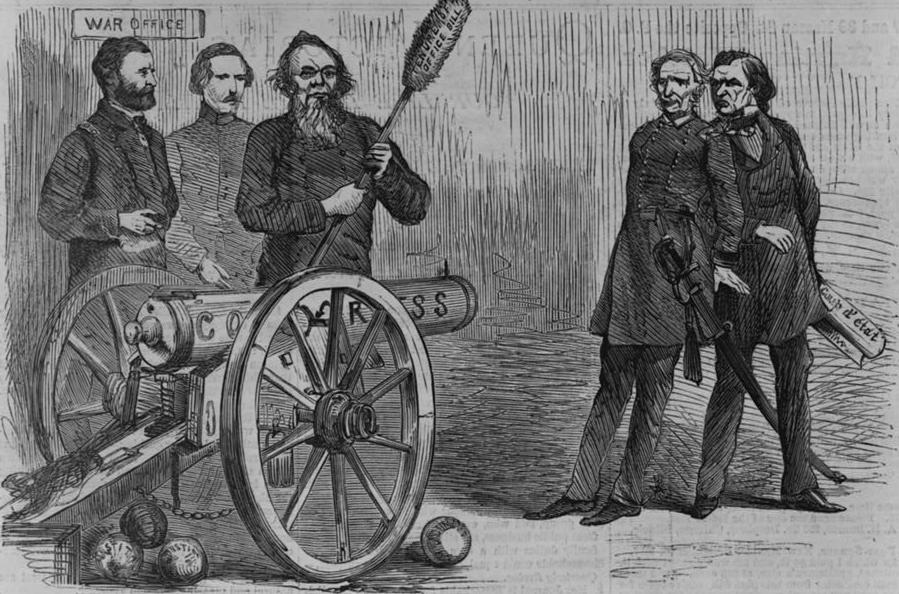
"상황", 하퍼스 위클리의 사설 만화는 스탠턴 전쟁 장관이 "의회"라고 쓰인 대포를 존슨에게 조준하는 모습을 보여준다. 다지개는 "임기보장법안"이고 바닥에 있는 포탄들은 "정의"이다.

임기보장법은 대통령이 상원의 동의 없이 이전에 상원의 조언과 동의로 임명된 공무원을 해임하거나 해고하는 것을 방지하기 위해 제정되었다. 법에 따라 대통령이 상원이 휴회 중일 때 그러한 공무원을 해임하고 상원이 재소집될 때 해임을 비준하는 것에 반대 투표를 하면 대통령은 해당 인물을 복직시켜야 했다. 재임법은 의회가 휴회 중일 때 대통령이 그러한 공무원을 정직시킬 수 있도록 허용했기 때문에 존슨은 스탠턴의 사임을 얻는 데 실패하자 1867년 8월 5일 스탠턴을 정직시켰고, 이로 인해 당시 육군 총사령관으로 재직 중이던 율리시스 S. 그랜트 장군을 임시 전쟁 장관으로 임명할 기회를 얻었다. 1867년 12월 상원이 스탠턴의 해임에 대한 비동의 결의안을 채택하자, 그랜트는 존슨에게 징벌적 법적 조치를 우려하여 사임할 것이라고 말했다. 그랜트가 직위를 유지하기로 동의했다고 존슨이 믿었던 것과는 달리, 1868년 1월 상원이 투표하여 스탠턴을 복직시키자 그랜트는 대통령이 후임자를 임명할 기회를 갖기도 전에 즉시 사임했다. 존슨은 그랜트에게 격분하여 격렬한 내각 회의에서 그가 거짓말을 했다고 비난했다. 1868년 3월에 존슨과 그랜트 사이의 여러 격렬한 메시지가 공개되면서 둘 사이는 완전히 결렬되었다. 이 서신들의 결과로 그랜트는 1868년 공화당 대통령 후보 지명에서 선두 주자로서의 입지를 굳혔다.
존슨은 스탠턴의 복직에 대해 불평하며 상원에게 받아들여질 만한 스탠턴의 후임자를 필사적으로 찾았다. 그는 먼저 스탠턴의 적이었던 윌리엄 테쿰세 셔먼 장군에게 그 직위를 제안했지만, 셔먼은 그의 제안을 거절했다. 셔먼은 이후 존슨에게 급진 공화당원과 온건 공화당원들이 스탠턴을 제이콥 돌슨 콕스로 교체하는 데 동의할 것이라고 제안했지만, 대통령은 더 이상 화해에 관심이 없다는 것을 발견했다. 1868년 2월 21일, 대통령은 육군 임시 소장 로렌조 토머스를 임시 전쟁 장관으로 임명했다. 존슨은 즉시 상원에 자신의 결정을 통보했다. 토머스는 스탠턴에게 대통령의 해임 통보를 직접 전달했지만, 스탠턴은 그 결정의 합법성을 거부했다. 스탠턴은 사무실을 비우는 대신 자신을 안으로 가두고 토머스를 임기보장법 위반 혐의로 체포하도록 명령했다. 토머스는 며칠 동안 구금되었다가 석방되었고, 스탠턴이 토머스에 대한 소송이 법원에 임기보장법의 합헌성을 검토할 기회를 제공할 것이라는 것을 깨달은 후 그에 대한 혐의가 취하되었다.
존슨의 의회 반대자들은 그의 행동에 격분했다. 그들의 추정으로는 임기보장법과 전후 재건에 관한 대통령의 의회 권한에 대한 도전은 충분히 오래 참아왔다. 즉시 대응하여, 새디어스 스티븐스 하원의원과 존 빙엄이 하원에 탄핵 결의안을 제출했다. 하원 공화당원들 사이의 광범위한 정서를 표현하며, 윌리엄 D. 켈리 하원의원(1868년 2월 22일)은 다음과 같이 선언했다.
각하, 재건되지 않은 10개 주의 피로 물들고 경작되지 않은 들판, 텍사스에서 살해된 2천 명의 흑인들의 덮개 없는 유령은 만약 죽은 자들이 복수를 소환한다면 앤드루 존슨의 처벌을 요구합니다.

## 탄핵 결의안 통과

### 존 코보드의 결의안 제출

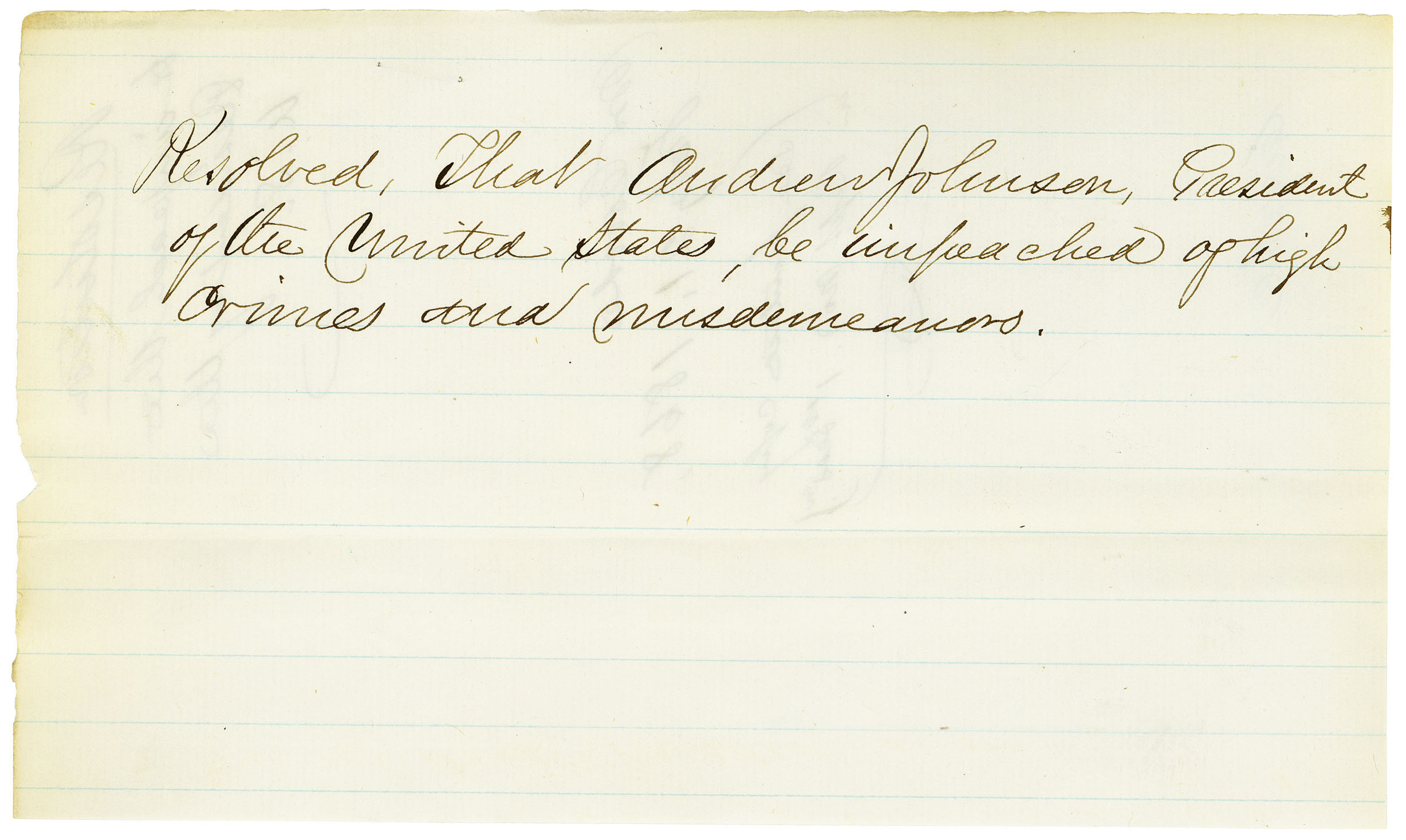
존 코보드의 한 문장짜리 탄핵 결의안, 1868년 2월 21일 제출

1868년 2월 21일, 존슨이 스탠턴을 로렌조 토머스로 교체하려던 바로 그날, 재건 특별위원회의 위원장인 급진 공화당원 새디어스 스티븐스는 이전에 사법위원회가 진행했던 (1867년) 탄핵 조사에서 얻은 증거를 진행 중인 두 번째 탄핵 조사를 감독하는 재건 특별위원회에 회부한다는 내용의 결의안을 하원에 제출했다. 스티븐스의 결의안은 또한 재건 위원회가 "언제든지 보고할 권한을 갖는다"는 내용도 담고 있었다. 이 결의안은 하원에서 승인되었다. 곧 이어 존 코보드가 작성한 존슨을 탄핵하는 한 문장짜리 결의안이 하원에 제출되었다. 이 결의안은 다음과 같이 쓰여 있었다. 
결의하다, 미국 대통령 앤드루 존슨은 중대 범죄와 비행으로 탄핵되어야 한다.

코보드의 결의안에는 구체적인 혐의가 명시되지 않았다. 뉴스 보도에 따르면 결의안 제출은 하원 민주당원들의 명백한 웃음으로 받아들여졌다. 조지 S. 바우트웰은 결의안을 재건 특별위원회에 회부하는 동의를 성공적으로 제안했다. 결의안이 늦은 오후에 제출되었기 때문에, 하원은 질문이 투표에 부쳐지지 않은 채로 휴회했다. 그러나 다음 날 토론되고 곧 투표에 부쳐질 것이라는 기대가 있었다.

### 위원회의 결의안 승인
1868년 2월 22일 아침, 재건 위원회는 수정된 탄핵 결의안을 7대 2의 당론 투표로 승인했다. 수정된 결의안은 다음과 같이 쓰여 있었다. 
결의하다, 미국 대통령 앤드루 존슨은 직무상 중대 범죄 및 비행으로 탄핵되어야 한다.

### 하원 논의
1868년 2월 22일 오후 3시, 코보드의 탄핵 결의안의 약간 수정된 버전과 함께, 스티븐스는 존슨이 중대 범죄와 비행으로 탄핵되어야 한다는 내용의 재건 특별위원회 다수 보고서를 제출했다. 탄핵 결의안은 2월 22일과 24일에 걸쳐 길게 논의되었다. 결의안 논의 중에 재건 하원 특별위원회 공화당원들은 존슨의 스탠턴 해임 시도와 임시 토머스 임명이 임기보장법의 구체적인 위반이라고 주장했다.

1867년 12월의 이전 탄핵 결의안에 반대했던 공화당원들은 이제 연방 법률에 따라 기소될 수 있는 위반에 근거한 존슨의 탄핵을 지지했다. 제임스 F. 윌슨은 존슨에 대한 첫 탄핵 조사가 끝날 무렵 사법위원회의 반대 위원들이 제출한 탄핵 반대 주장을 제시하는 임무를 맡았었다. 이제 윌슨은 존슨의 탄핵을 지지하며 다음과 같이 선언했다. 
나의 마음을 짓누르고 그 경우에 내 행동을 형성했던 고려 사항들은 이 하원 사법위원회가 담당했던 경우에서는 찾아볼 수 없습니다.

윌슨은 이전 탄핵 투표에서 존슨이 보통법이나 법률상 범죄를 저지르지 않았다고 보았다. 윌슨은 존슨이 1867년 12월에 탄핵되지 않은 후 잘못된 자신감을 얻어 명백한 탄핵 사유에 해당하는 행위를 저질렀다고 선언하며, 다음과 같이 말했다. 
그는 우리의 판단을 겁쟁이로 착각하고 계속해서 법률에 알려져 있고 법령으로 정의된 중대 비행을 우리에게 연속적으로 제시했습니다.

새디어스 스티븐스는 탄핵이 순전히 정치적인 과정이라고 보았다. 공식 토론의 마지막 발언에서 스티븐스는 존슨에 대해 제기될 소송이 단순히 그의 임기보장법 위반보다 더 광범위해야 한다고 자신의 견해를 밝혔다. 결의안이 하원에서 투표에 부쳐지기 전, 탄핵 추진 세력의 지도자로 여겨지는 새디어스 스티븐스는 하원 의사당에 있는 사람들을 "열광적인 주목"으로 이끌었다고 묘사되는 마지막 연설을 했다. 스티븐스는 연설에서 다음과 같이 말했다.
이것은 일시적인 정당의 승리가 아니라, 이 대륙 전체가 자유롭고 억압받지 않는 사람들로 채워지거나, 움츠러들고 비겁한 노예들의 소굴이 될 때까지 그 결과가 지속될 것입니다.

### 투표
결의안은 존슨이 스탠턴을 해임하고 교체하려 한 지 3일 후인 1868년 2월 24일에 투표에 부쳐졌다. 의회 연감의 기록에 따르면, 하원은 대통령을 고위 공직 범죄 및 비행으로 탄핵하는 결의안에 대해 126대 47(17명 불참)로 찬성 투표했다. 이는 미국 대통령이 처음으로 탄핵된 사례였다. 그러나 기록상 불일치가 있다. 의회 연감은 투표를 126대 47(공화당의 윌리엄 헨리 쿤츠와 프랜시스 토머스는 불참으로 기록됨)로 기록했지만, 미국 하원 일지는 투표를 128대 47(쿤츠와 토머스는 참석하여 결의안 지지에 투표한 것으로 기록됨)로 기록했다. 하원 역사가실은 웹사이트에서 의회 연감 집계를 사용한다.
하원 공화당 의원단의 거의 모든 참석자가 탄핵 결의안에 찬성 투표했다. 공화당 소속 의원들이 던진 모든 표는 탄핵 결의안에 찬성하는 것이었지만, 새뮤얼 펜튼 캐리(독립 공화당 소속 오하이오주 의원)와 토머스 E. 스튜어트("보수 공화당원" 소속 뉴욕주 의원)는 반대 투표를 했다. 캐리와 스튜어트 모두 공화당과 회의했다. 참석한 모든 민주당원은 탄핵에 반대 투표했다. 공화당원 15명과 민주당원 1명은 투표에 불참했다. 공화당원인 스카일러 콜팩스 의장도 투표하지 않았는데, 이는 하원 규칙상 의장은 자신의 투표가 결정적이거나 투표가 비밀 투표로 진행될 때를 제외하고는 일반적인 입법 절차에서 투표할 필요가 없기 때문이다.
탄핵에 찬성하는 126표는 모두 공화당 의원단(공화당 소속 125표, 독립 공화당원 루이스 셀리 1표)에게서 나왔다. 탄핵에 반대하는 47표 중 44표는 민주당 소속 의원에게서 나왔고, 나머지 3표는 보수당 찰스 E. 펠프스, 보수 공화당원 토머스 E. 스튜어트, 그리고 독립 공화당원 펜튼 캐리에게서 나왔다.
| 앤드루 존슨 미국 대통령 탄핵 결의안 투표 | 앤드루 존슨 미국 대통령 탄핵 결의안 투표 | 앤드루 존슨 미국 대통령 탄핵 결의안 투표 | 앤드루 존슨 미국 대통령 탄핵 결의안 투표 | 앤드루 존슨 미국 대통령 탄핵 결의안 투표 | 앤드루 존슨 미국 대통령 탄핵 결의안 투표 | 앤드루 존슨 미국 대통령 탄핵 결의안 투표 |
| 1868년 2월 24일                          | 정당                                     | 정당                                     | 정당                                     | 정당                                     | 정당                                     | 총 투표수                                |
| 1868년 2월 24일                          | 민주당                                   | 공화당                                   | 보수당                                   | 보수 공화당                              | 독립 공화당                              | 총 투표수                                |
| ---------------------------------------- | ---------------------------------------- | ---------------------------------------- | ---------------------------------------- | ---------------------------------------- | ---------------------------------------- | ---------------------------------------- |
| 찬성                                     | 000                                      | 125                                      | 000                                      | 000                                      | 001                                      | 126                                      |
| 반대                                     | 044                                      | 000                                      | 001                                      | 001                                      | 001                                      | 047                                      |

| 투표        | 총 투표수 |
| ----------- | --------- |
| "찬성" 투표 | 126       |
| "반대" 투표 | 47        |
| 불참/미투표 | 17        |

| 선거구 | 의원                       | 정당 | 정당        | 투표           |
| --- | -------------------------- | ---- | ----------- | -------------- |
| Kentucky 8 | 조지 매디슨 애덤스         |      | 민주당      | 반대           |
| Iowa 3 | 윌리엄 B. 앨리슨           |      | 공화당      | 찬성           |
| Massachusetts 2 | 오크스 에임스              |      | 공화당      | 찬성           |
| Missouri 9 | 조지 워싱턴 앤더슨         |      | 공화당      | 찬성           |
| Maryland 2 | 스티븐슨 아처              |      | 민주당      | 반대           |
| Tennessee 6 | 새뮤얼 메이스 아넬         |      | 공화당      | 찬성           |
| Nevada at-large | 델로스 R. 애슐리           |      | 공화당      | 찬성           |
| Ohio 10 | 제임스 미첼 애슐리         |      | 공화당      | 찬성           |
| California 1 | 새뮤얼 비치 액스텔         |      | 민주당      | 반대           |
| New York 21 | 알렉산더 H. 베일리         |      | 공화당      | 찬성           |
| Illinois 12 | 제후 베이커                |      | 공화당      | 찬성           |
| Massachusetts 8 | 존 데니슨 볼드윈           |      | 공화당      | 찬성           |
| Massachusetts 6 | 내서니얼 P. 뱅크스         |      | 공화당      | 찬성           |
| New York 2 | 데마스 반스                |      | 민주당      | 반대           |
| Connecticut 4 | 윌리엄 헨리 바넘           |      | 민주당      | 반대           |
| Michigan 1 | 페르난도 C. 비먼           |      | 공화당      | 찬성           |
| Ohio 8 | 존 비티                    |      | 공화당      | 찬성           |
| Kentucky 7 | 제임스 B. 벡               |      | 민주당      | 반대           |
| Missouri 8 | 존 F. 벤저민               |      | 공화당      | 불참           |
| New Hampshire 3 | 제이콥 벤턴                |      | 공화당      | 찬성           |
| Ohio 16 | 존 빙엄                    |      | 공화당      | 찬성           |
| Maine 3 | 제임스 G. 블레인           |      | 공화당      | 찬성           |
| Michigan 3 | 오스틴 블레어              |      | 공화당      | 찬성           |
| Massachusetts 7 | 조지 S. 바우트웰           |      | 공화당      | 찬성           |
| Pennsylvania 6 | 벤저민 마클리 보이어       |      | 민주당      | 반대           |
| Illinois 7 | 헨리 P. H. 브롬웰          |      | 공화당      | 찬성           |
| New York 8 | 제임스 브룩스              |      | 민주당      | 반대           |
| Pennsylvania 7 | 존 마틴 브룸올             |      | 공화당      | 찬성           |
| Ohio 9 | 랄프 포메로이 버클랜드     |      | 공화당      | 찬성           |
| Illinois 10 | 앨버트 G. 버               |      | 민주당      | 반대           |
| Massachusetts 5 | 벤저민 프랭클린 버틀러     |      | 공화당      | 찬성           |
| Pennsylvania 10 | 헨리 L. 케이크             |      | 공화당      | 찬성           |
| Ohio 2 | 새뮤얼 펜튼 캐리           |      | 독립 공화당 | 반대           |
| New York 7 | 존 윈트롭 챈들러           |      | 민주당      | 반대           |
| New York 22 | 존 C. 처칠                 |      | 공화당      | 찬성           |
| Ohio 6 | 리더 W. 클라크             |      | 공화당      | 찬성           |
| Kansas at-large | 시드니 클라크              |      | 공화당      | 찬성           |
| Wisconsin 3 | 아마사 코브                |      | 공화당      | 찬성           |
| Indiana 6 | 존 코번                    |      | 공화당      | 찬성           |
| Indiana 9 | 스카일러 콜팩스            |      | 공화당      | 미투표 (의장)α |
| Illinois 6 | 버턴 C. 쿡                 |      | 공화당      | 찬성           |
| New York 13 | 토머스 코넬                |      | 공화당      | 찬성           |
| Pennsylvania 21 | 존 코보드                  |      | 공화당      | 찬성           |
| Illinois 8 | 셸비 무어 컬럼             |      | 공화당      | 찬성           |
| Massachusetts 10 | 헨리 L. 도스               |      | 공화당      | 찬성           |
| Rhode Island 2 | 네이선 F. 딕슨 2세         |      | 공화당      | 불참           |
| Iowa 5 | 그렌빌 M. 닷지             |      | 공화당      | 찬성           |
| Minnesota 2 | 이그나티우스 L. 도넬리     |      | 공화당      | 불참           |
| Michigan 6 | 존 F. 드릭스               |      | 공화당      | 찬성           |
| Ohio 17 | 에프라임 R. 에클리         |      | 공화당      | 찬성           |
| Ohio 1 | 벤저민 에글스턴            |      | 공화당      | 찬성           |
| New Hampshire 1 | 제이콥 하트 엘라           |      | 공화당      | 불참           |
| Wisconsin 4 | 찰스 A. 엘드레지           |      | 민주당      | 반대           |
| Massachusetts 1 | 토머스 D. 엘리엇           |      | 공화당      | 찬성           |
| Illinois 2 | 존 F. 판스워스             |      | 공화당      | 찬성           |
| New York 16 | 오렌지 페리스              |      | 공화당      | 찬성           |
| Michigan 4 | 토머스 W. 페리             |      | 공화당      | 찬성           |
| New York 19 | 윌리엄 C. 필즈             |      | 공화당      | 찬성           |
| Pennsylvania 20 | 다윈 아벨 피니             |      | 공화당      | 불참           |
| New York 4 | 존 폭스                    |      | 민주당      | 반대           |
| Ohio 19 | 제임스 A. 가필드           |      | 공화당      | 불참           |
| Pennsylvania 8 | 제임스 로렌스 게츠         |      | 민주당      | 반대           |
| Pennsylvania 15 | 아담 존 글로스브레너       |      | 민주당      | 반대           |
| Kentucky 3 | 제이콥 골라데이            |      | 민주당      | 반대           |
| Missouri 4 | 조지프 J. 그래블리         |      | 공화당      | 찬성           |
| New York 15 | 존 오거스터스 그리스월드   |      | 공화당      | 찬성           |
| Kentucky 5 | 아사 그로버                |      | 민주당      | 반대           |
| New Jersey 2 | 찰스 헤이트                |      | 민주당      | 반대           |
| New Jersey 5 | 조지 A. 해시               |      | 공화당      | 찬성           |
| Illinois 4 | 애브너 C. 하딩             |      | 공화당      | 찬성           |
| Tennessee 7 | 아이작 로버츠 호킨스       |      | 공화당      | 불참           |
| California 2 | 윌리엄 히그비              |      | 공화당      | 찬성           |
| New Jersey 4 | 존 힐                      |      | 공화당      | 찬성           |
| Indiana 4 | 윌리엄 S. 홀먼             |      | 민주당      | 반대           |
| Massachusetts 4 | 새뮤얼 후퍼                |      | 공화당      | 찬성           |
| Wisconsin 2 | 벤저민 F. 홉킨스           |      | 공화당      | 찬성           |
| Connecticut 2 | 줄리어스 홋치키스          |      | 민주당      | 반대           |
| Iowa 6 | 아사헬 W. 허버드           |      | 공화당      | 찬성           |
| West Virginia 1 | 체스터 D. 허바드           |      | 공화당      | 찬성           |
| Connecticut 1 | 리처드 D. 허버드           |      | 민주당      | 반대           |
| New York 17 | 캘빈 T. 헐버드             |      | 공화당      | 찬성           |
| New York 30 | 제임스 M. 험프리           |      | 민주당      | 반대           |
| Indiana 3 | 모턴 C. 헌터               |      | 공화당      | 찬성           |
| Illinois 5 | 에븐 C. 인거솔             |      | 공화당      | 찬성           |
| Rhode Island 1 | 토머스 젠케스              |      | 공화당      | 찬성           |
| California 3 | 제임스 A. 존슨             |      | 민주당      | 반대           |
| Kentucky 6 | 토머스 로렌스 존스         |      | 민주당      | 반대           |
| Illinois 1 | 노먼 B. 저드               |      | 공화당      | 찬성           |
| Indiana 5 | 조지 워싱턴 줄리안         |      | 공화당      | 찬성           |
| Pennsylvania 4 | 윌리엄 D. 켈리             |      | 공화당      | 찬성           |
| New York 25 | 윌리엄 H. 켈시             |      | 공화당      | 찬성           |
| Indiana 2 | 마이클 C. 케어             |      | 민주당      | 반대           |
| New York 12 | 존 H. 케첨                 |      | 공화당      | 찬성           |
| West Virginia 2 | 베투엘 키친                |      | 공화당      | 찬성           |
| Kentucky 4 | J. 프록터 너트             |      | 민주당      | 반대           |
| Pennsylvania 16 | 윌리엄 헨리 쿤츠           |      | 공화당      | 불참           |
| New York 20 | 애디슨 H. 래플린           |      | 공화당      | 찬성           |
| Pennsylvania 24 | 조지 반 에만 로렌스        |      | 공화당      | 찬성           |
| Ohio 4 | 윌리엄 로렌스              |      | 공화당      | 찬성           |
| Missouri 7 | 벤저민 F. 론               |      | 공화당      | 찬성           |
| New York 26 | 윌리엄 S. 링컨             |      | 공화당      | 찬성           |
| Illinois at-large | 존 A. 로건                 |      | 공화당      | 찬성           |
| Iowa 4 | 윌리엄 로흐리지            |      | 공화당      | 찬성           |
| Maine 1 | 존 린치                    |      | 공화당      | 찬성           |
| Oregon at-large | 루퍼스 맬로리              |      | 공화당      | 찬성           |
| Illinois 11 | 새뮤얼 S. 마셜             |      | 민주당      | 반대           |
| New York 18 | 제임스 M. 마빈             |      | 공화당      | 찬성           |
| Tennessee 2 | 호레이스 메이너드          |      | 공화당      | 불참           |
| New York 23 | 데니스 매카시              |      | 공화당      | 찬성           |
| Missouri 5 | 조지프 W. 맥클러그         |      | 공화당      | 찬성           |
| Missouri 3 | 제임스 로빈슨 매코믹       |      | 민주당      | 반대           |
| Maryland 1 | 히람 매컬로                |      | 민주당      | 반대           |
| Pennsylvania 13 | 율리시스 머큐어            |      | 공화당      | 찬성           |
| Pennsylvania 14 | 조지 펀스턴 밀러           |      | 공화당      | 찬성           |
| New Jersey 1 | 윌리엄 무어                |      | 공화당      | 찬성           |
| Pennsylvania 22 | 제임스 K. 무어헤드         |      | 공화당      | 찬성           |
| Ohio 13 | 조지 W. 모건               |      | 민주당      | 반대           |
| Pennsylvania 17 | 다니엘 존슨 모렐           |      | 공화당      | 찬성           |
| New York 5 | 존 모리세이                |      | 민주당      | 반대           |
| Tennessee 4 | 제임스 멀린스              |      | 공화당      | 찬성           |
| Ohio 5 | 윌리엄 먼젠                |      | 민주당      | 반대           |
| Pennsylvania 3 | 레너드 마이어스            |      | 공화당      | 찬성           |
| Missouri 2 | 카먼 A. 뉴콤               |      | 공화당      | 찬성           |
| Indiana 1 | 윌리엄 E. 니블랙           |      | 민주당      | 반대           |
| Delaware at-large | 존 A. 니컬슨               |      | 민주당      | 반대           |
| Tennessee 8 | 데이비드 알렉산더 넌       |      | 공화당      | 찬성           |
| Pennsylvania 2 | 찰스 오닐                  |      | 공화당      | 찬성           |
| Indiana 8 | 갓러브 스타인 오스         |      | 공화당      | 찬성           |
| Wisconsin 1 | 할버트 E. 페인             |      | 공화당      | 찬성           |
| Maine 2 | 시드니 퍼햄                |      | 공화당      | 찬성           |
| Maine 4 | 존 A. 피터스               |      | 공화당      | 찬성           |
| Maryland 3 | 찰스 E. 펠프스             |      | 보수당      | 반대           |
| Maine 5 | 프레더릭 오거스터스 파이크 |      | 공화당      | 찬성           |
| Missouri 1 | 윌리엄 A. 파일             |      | 공화당      | 찬성           |
| Ohio 15 | 토바이아스 A. 플랜츠       |      | 공화당      | 찬성           |
| Vermont 2 | 루크 P. 폴란드             |      | 공화당      | 찬성           |
| West Virginia 3 | 다니엘 폴슬리              |      | 공화당      | 찬성           |
| New York 24 | 시어도어 M. 포메로이       |      | 공화당      | 불참           |
| Iowa 2 | 히람 프라이스              |      | 공화당      | 찬성           |
| New York 14 | 존 V. L. 프루인            |      | 민주당      | 반대           |
| Pennsylvania 1 | 새뮤얼 J. 랜들             |      | 민주당      | 반대           |
| Illinois 13 | 그린 베리 라움             |      | 공화당      | 찬성           |
| New York 10 | 윌리엄 H. 로버트슨         |      | 공화당      | 찬성           |
| New York 3 | 윌리엄 에리게나 로빈슨     |      | 민주당      | 불참           |
| Illinois 9 | 루이스 위넌스 로스         |      | 민주당      | 반대           |
| Wisconsin 5 | 파일레터스 소이어          |      | 공화당      | 찬성           |
| Ohio 3 | 로버트 C. 솅크             |      | 공화당      | 찬성           |
| Pennsylvania 19 | 글렌니 윌리엄 스코필드     |      | 공화당      | 찬성           |
| New York 28 | 루이스 셀리                |      | 독립 공화당 | 찬성           |
| Indiana 11 | 존 P. C. 섕크스            |      | 공화당      | 찬성           |
| Ohio 7 | 새뮤얼 셸러바거            |      | 공화당      | 찬성           |
| New Jersey 3 | 찰스 시트그리브스          |      | 민주당      | 반대           |
| Vermont 3 | 워딩턴 커티스 스미스       |      | 공화당      | 찬성           |
| Ohio 18 | 루퍼스 P. 스폴딩           |      | 공화당      | 찬성           |
| Connecticut 3 | 헨리 H. 스타크웨더         |      | 공화당      | 찬성           |
| New Hampshire 2 | 애런 플레처 스티븐스       |      | 공화당      | 찬성           |
| Pennsylvania 9 | 새디어스 스티븐스          |      | 공화당      | 찬성           |
| New York 6 | 토머스 E. 스튜어트         |      | 보수 공화당 | 반대           |
| Tennessee 3 - | 윌리엄 브릭클리 스톡스     |      | 공화당      | 찬성           |
| Maryland 5 | 프레더릭 스톤              |      | 민주당      | 반대           |
| New York 1 | 스티븐 테이버              |      | 민주당      | 반대           |
| Nebraska at-large | 존 태피                    |      | 공화당      | 찬성           |
| Pennsylvania 5 | 케일럽 뉴볼드 테일러       |      | 공화당      | 찬성           |
| Maryland 4 | 프랜시스 토머스            |      | 공화당      | 불참           |
| Tennessee 5 | 존 트림블                  |      | 공화당      | 불참           |
| Kentucky 1 | 로렌스 S. 트림블           |      | 민주당      | 반대           |
| Michigan 5 | 롤랜드 E. 트로우브리지     |      | 공화당      | 찬성           |
| Massachusetts 3 | 기너리 트위첼              |      | 공화당      | 찬성           |
| Michigan 2 | 찰스 업슨                  |      | 공화당      | 찬성           |
| New York 31 | 헨리 반 아에르넘           |      | 공화당      | 찬성           |
| Pennsylvania 11 | 다니엘 마이어스 반 오컨    |      | 민주당      | 반대           |
| New York 29 | 버트 반 혼                 |      | 공화당      | 찬성           |
| Missouri 6 | 로버트 T. 반 혼            |      | 공화당      | 불참           |
| Ohio 12 | 필라델프 반 트럼프         |      | 민주당      | 반대           |
| New York 11 | 찰스 반 윅                 |      | 공화당      | 찬성           |
| New York 27 | 해밀턴 워드                |      | 공화당      | 찬성           |
| Wisconsin 6 | 카드왈라더 C. 워시번       |      | 공화당      | 찬성           |
| Indiana 7 | 헨리 D. 워시번             |      | 공화당      | 불참           |
| Massachusetts 9 | 윌리엄 B. 워시번           |      | 공화당      | 찬성           |
| Illinois 3 | 엘리후 B. 워시번           |      | 공화당      | 찬성           |
| Ohio 14 | 마틴 웰커                  |      | 공화당      | 찬성           |
| Pennsylvania 23 | 토머스 윌리엄스            |      | 공화당      | 찬성           |
| Indiana 10 | 윌리엄 윌리엄스            |      | 공화당      | 불참           |
| Iowa 1 | 제임스 F. 윌슨             |      | 공화당      | 찬성           |
| Ohio 11 | 존 토머스 윌슨             |      | 공화당      | 찬성           |
| Pennsylvania 18 | 스티븐 파울러 윌슨         |      | 공화당      | 찬성           |
| Minnesota 1 | 윌리엄 윈덤                |      | 공화당      | 찬성           |
| New York 9 | 페르난도 우드              |      | 민주당      | 반대           |
| Vermont 1 | 프레더릭 E. 우드브리지     |      | 공화당      | 찬성           |
| Pennsylvania 12 | 조지 워싱턴 우드워드       |      | 민주당      | 반대           |
| 주: ^α 스카일러 콜팩스는 하원 의장으로 재직 중이었다. 하원 규칙에 따라, "의장은 일반적인 입법 절차에서 투표가 결정적이거나 하원이 비밀 투표를 진행하는 경우를 제외하고는 투표할 필요가 없다." |                            |      |             |                |

## 탄핵 조항 채택
하원이 존슨의 탄핵 결의안을 통과시킨 후, 상원이 존슨을 재판할 탄핵 조항 채택에 관심을 돌렸다. 탄핵 투표와 탄핵 조항 채택을 완전히 별도의 투표로 진행하는 이 방식은 최근 미국의 연방 탄핵에서 탄핵이 탄핵 조항 채택을 통해 직접 이루어진 방식과 다르다. 그러나 존슨이 탄핵된 방식은 19세기 미국 연방 탄핵의 표준 절차였던 것으로 보인다. 상원 재판으로 이어진 이전 다섯 건의 연방 공직자 탄핵은 모두 탄핵 조항에 대한 투표 전에 탄핵 투표가 이루어지는 동일한 방식으로 진행되었다.

### 조항 초안 작성

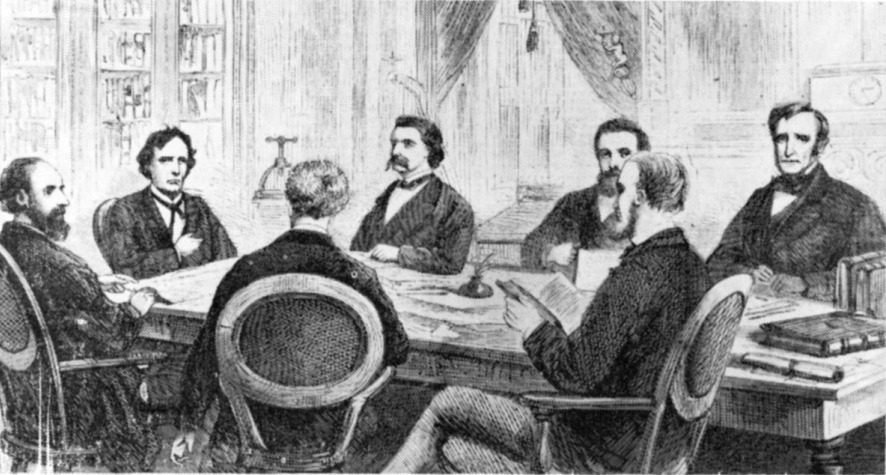
탄핵 조항 초안 작성을 위한 7인 위원회 회의 그림. 왼쪽부터: 새디어스 스티븐스, 제임스 F. 윌슨, 해밀턴 워드 (뒷모습), 존 A. 로건, 조지 S. 바우트웰, 조지 워싱턴 줄리안, 존 빙엄

탄핵 투표 후, 스티븐스는 통과된 탄핵 결의안을 상원에 제출하고 하원이 "적절한 시기"에 구체적인 탄핵 조항을 제시할 것임을 상원에 알리는 두 명의 위원회와, 탄핵 조항을 작성하고 보고할 7명의 위원회를 구성하는 두 가지 결의안을 제출했다. 이 결의안들은 7명의 위원회에 사람, 서류, 기록을 소환하고 선서 진술을 기록할 권한을 부여했다. 절차적 투표 후, 하원은 스티븐스의 두 가지 결의안을 단일 124대 42 투표로 승인했다. 공화당원 중에는 반대한 사람이 없었고, 민주당원 중에는 찬성한 사람이 없었다. 하원이 그날 저녁 휴회하기 전, 스카일러 콜팩스 의장은 존슨의 탄핵을 상원에 알리는 두 명의 위원회에 존 빙엄과 새디어스 스티븐스를 임명했으며, 또한 탄핵 조항 작성을 맡은 7명의 위원회에 존 빙엄, 조지 S. 바우트웰, 새디어스 스티븐스 (모두 재건 특별위원회 위원이었음)와 함께 조지 워싱턴 줄리안, 하원 사법위원회 위원장 제임스 F. 윌슨, 존 A. 로건, 그리고 해밀턴 워드를 임명했다.

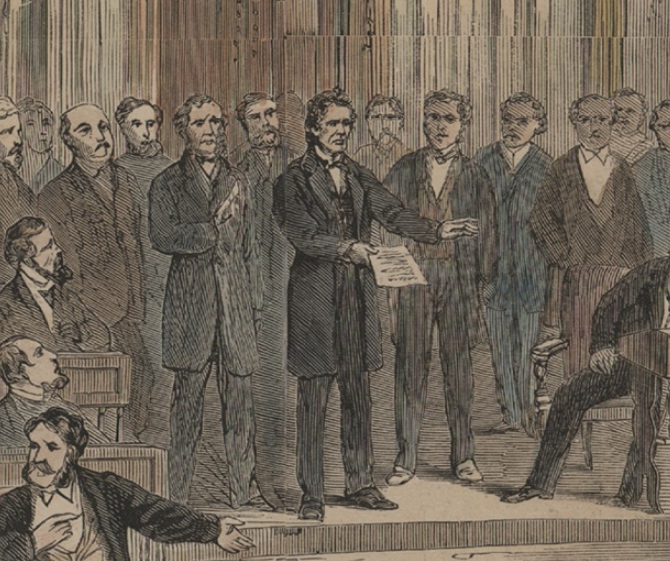
새디어스 스티븐스와 존 빙엄이 1868년 2월 25일 상원에 탄핵을 통보하는 그림

1868년 2월 25일 아침, 상원은 빙엄과 스티븐스로 구성된 2인 위원회로부터 존슨이 탄핵되었으며 탄핵 조항이 작성될 것이라는 통보를 받았다. 그날 늦게 스티븐스는 하원에 위원회가 하원을 대표하여 상원 앞에 나섰다고 보고했다. 2월 25일 늦게, 엘리후 B. 워시번은 규칙을 중단하고, 탄핵 조항 준비를 맡은 특별위원회가 조항을 보고하면 하원은 즉시 조항에 대한 전체 하원 투표를 실시하고, 조항에 대한 연설과 토론 규칙을 정하도록 명령하는 동의를 제안했다. 하원은 워시번의 동의를 106대 37로 승인했다. 그날 늦게, 조지 S. 바우트웰은 탄핵 조항을 준비하고 보고하기 위해 임명된 7인 위원회가 하원 회기 중에도 회의를 가질 수 있도록 하는 두 가지 결의안을 제출했다. 이 결의안들은 105대 36으로 통과되었다.
새디어스 스티븐스는 위원회의 급진 공화당원들이 탄핵 조항이 존슨에게 적용할 법률 위반의 범위를 너무 많이 온건파에게 양보하고 있다고 느꼈다. 그는 벤저민 F. 버틀러에게 편지를 써서, 스티븐스가 이미 위원회가 작성한 7개 조항에 2개의 추가 조항을 추가하는 동안 버틀러는 위원회 외부에서 자신만의 별도 탄핵 조항을 작성할 것을 제안했다. 버틀러는 이 제안을 수락했다.
7인 위원회는 1868년 2월 29일 하원에 처음에 10개의 탄핵 조항을 제출했다. 이 조항들은 3월 2일에 투표되기 전에 9개 조항으로 수정되고 축소되었다.

### 조항에 대한 투표
하원이 존슨을 탄핵하기로 투표한 지 일주일 후, 하원은 대통령에 대한 11개의 탄핵 조항을 채택했다. 처음 9개 조항은 3월 2일에 승인되었고, 마지막 2개 조항은 1868년 3월 3일에 승인되었다. 제3조와 제4조는 각각 민주당의 단 한 표만을 지지 받았다(제3조는 조지 W. 모건, 제4조는 찰스 헤이트). 제10조는 공화당의 반대를 받은 유일한 조항으로, 공화당원 12명이 반대 투표를 했다. 그러나 공화당에 공식적으로 속하지 않은 두 명의 공화당 의원(오하이오주 출신의 독립 공화당원 새뮤얼 펜튼 캐리와 뉴욕주 출신의 "보수 공화당원" 토머스 E. 스튜어트)은 거의 모든 탄핵 조항에 반대 투표했다(스튜어트는 제4조 투표에 불참).
| 선거구 | 의원                       | 정당 | 정당        | 조항별 투표    | 조항별 투표    | 조항별 투표    | 조항별 투표    | 조항별 투표    | 조항별 투표    | 조항별 투표    | 조항별 투표    | 조항별 투표    | 조항별 투표    | 조항별 투표    |
| 선거구 | 의원                       | 정당 | 정당        | 제1조          | 제2조          | 제3조          | 제4조          | 제5조          | 제6조          | 제7조          | 제8조          | 제9조          | 제10조         | 제11조         |
| --- | -------------------------- | ---- | ----------- | -------------- | -------------- | -------------- | -------------- | -------------- | -------------- | -------------- | -------------- | -------------- | -------------- | -------------- |
| Kentucky 8 | 조지 매디슨 애덤스         |      | 민주당      | 반대           | 반대           | 반대           | 반대           | 반대           | 반대           | 반대           | 반대           | 반대           | 반대           | 반대           |
| Iowa 3 | 윌리엄 B. 앨리슨           |      | 공화당      | 찬성           | 찬성           | 찬성           | 찬성           | 찬성           | 찬성           | 찬성           | 찬성           | 찬성           | 찬성           | 찬성           |
| Massachusetts 2 | 오크스 에임스              |      | 공화당      | 찬성           | 찬성           | 찬성           | 찬성           | 찬성           | 찬성           | 찬성           | 찬성           | 찬성           | 찬성           | 찬성           |
| Missouri 9 | 조지 워싱턴 앤더슨         |      | 공화당      | 찬성           | 찬성           | 찬성           | 찬성           | 찬성           | 찬성           | 찬성           | 찬성           | 불참           | 불참           | 불참           |
| Maryland 2 | 스티븐슨 아처              |      | 민주당      | 반대           | 반대           | 반대           | 반대           | 반대           | 반대           | 반대           | 반대           | 반대           | 반대           | 반대           |
| Tennessee 6 | 새뮤얼 메이스 아넬         |      | 공화당      | 찬성           | 찬성           | 찬성           | 찬성           | 찬성           | 찬성           | 찬성           | 찬성           | 찬성           | 불참           | 불참           |
| Nevada at-large | 델로스 R. 애슐리           |      | 공화당      | 찬성           | 찬성           | 찬성           | 찬성           | 찬성           | 찬성           | 찬성           | 찬성           | 찬성           | 반대           | 찬성           |
| Ohio 10 | 제임스 미첼 애슐리         |      | 공화당      | 찬성           | 찬성           | 찬성           | 찬성           | 찬성           | 찬성           | 찬성           | 찬성           | 찬성           | 찬성           | 찬성           |
| California 1 | 새뮤얼 비치 액스텔         |      | 민주당      | 반대           | 반대           | 반대           | 반대           | 반대           | 반대           | 반대           | 반대           | 반대           | 불참           | 불참           |
| New York 21 | 알렉산더 H. 베일리         |      | 공화당      | 찬성           | 찬성           | 찬성           | 찬성           | 찬성           | 찬성           | 찬성           | 찬성           | 찬성           | 불참           | 불참           |
| Illinois 12 | 제후 베이커                |      | 공화당      | 불참           | 불참           | 불참           | 불참           | 불참           | 불참           | 불참           | 불참           | 불참           | 불참           | 불참           |
| Massachusetts 8 | 존 데니슨 볼드윈           |      | 공화당      | 찬성           | 찬성           | 찬성           | 찬성           | 찬성           | 찬성           | 찬성           | 찬성           | 불참           | 찬성           | 찬성           |
| Massachusetts 6 | 내서니얼 P. 뱅크스         |      | 공화당      | 찬성           | 찬성           | 찬성           | 찬성           | 찬성           | 찬성           | 찬성           | 찬성           | 불참           | 찬성           | 찬성           |
| New York 2 | 데마스 반스                |      | 민주당      | 불참           | 불참           | 불참           | 불참           | 불참           | 불참           | 불참           | 불참           | 불참           | 불참           | 불참           |
| Connecticut 4 | 윌리엄 헨리 바넘           |      | 민주당      | 반대           | 반대           | 반대           | 반대           | 반대           | 반대           | 반대           | 반대           | 반대           | 반대           | 반대           |
| Michigan 1 | 페르난도 C. 비먼           |      | 공화당      | 찬성           | 찬성           | 찬성           | 찬성           | 찬성           | 찬성           | 찬성           | 찬성           | 찬성           | 찬성           | 찬성           |
| Ohio 8 | 존 비티                    |      | 공화당      | 찬성           | 찬성           | 찬성           | 찬성           | 찬성           | 찬성           | 찬성           | 찬성           | 찬성           | 찬성           | 찬성           |
| Kentucky 7 | 제임스 B. 벡               |      | 민주당      | 반대           | 반대           | 반대           | 반대           | 반대           | 반대           | 반대           | 반대           | 반대           | 반대           | 반대           |
| Missouri 8 | 존 F. 벤저민               |      | 공화당      | 불참           | 불참           | 불참           | 불참           | 불참           | 불참           | 불참           | 불참           | 불참           | 불참           | 불참           |
| New Hampshire 3 | 제이콥 벤턴                |      | 공화당      | 찬성           | 찬성           | 찬성           | 찬성           | 찬성           | 찬성           | 찬성           | 찬성           | 찬성           | 불참           | 불참           |
| Ohio 16 | 존 빙엄                    |      | 공화당      | 찬성           | 찬성           | 찬성           | 찬성           | 찬성           | 찬성           | 찬성           | 찬성           | 찬성           | 찬성           | 찬성           |
| Maine 3 | 제임스 G. 블레인           |      | 공화당      | 찬성           | 찬성           | 찬성           | 찬성           | 찬성           | 찬성           | 찬성           | 찬성           | 불참           | 찬성           | 찬성           |
| Michigan 3 | 오스틴 블레어              |      | 공화당      | 찬성           | 찬성           | 찬성           | 찬성           | 찬성           | 찬성           | 찬성           | 찬성           | 찬성           | 찬성           | 찬성           |
| Massachusetts 7 | 조지 S. 바우트웰           |      | 공화당      | 찬성           | 찬성           | 찬성           | 찬성           | 찬성           | 찬성           | 찬성           | 찬성           | 찬성           | 찬성           | 찬성           |
| Pennsylvania 6 | 벤저민 마클리 보이어       |      | 민주당      | 반대           | 반대           | 반대           | 반대           | 반대           | 반대           | 반대           | 반대           | 반대           | 불참           | 불참           |
| Illinois 7 | 헨리 P. H. 브롬웰          |      | 공화당      | 찬성           | 찬성           | 찬성           | 찬성           | 찬성           | 찬성           | 찬성           | 찬성           | 찬성           | 불참           | 불참           |
| New York 8 | 제임스 브룩스              |      | 민주당      | 반대           | 반대           | 반대           | 반대           | 반대           | 반대           | 반대           | 반대           | 반대           | 반대           | 반대           |
| Pennsylvania 7 | 존 마틴 브룸올             |      | 공화당      | 찬성           | 찬성           | 찬성           | 찬성           | 찬성           | 찬성           | 찬성           | 찬성           | 찬성           | 찬성           | 찬성           |
| Ohio 9 | 랄프 포메로이 버클랜드     |      | 공화당      | 찬성           | 찬성           | 찬성           | 찬성           | 찬성           | 찬성           | 찬성           | 찬성           | 찬성           | 불참           | 불참           |
| Illinois 10 | 앨버트 G. 버               |      | 민주당      | 반대           | 반대           | 반대           | 반대           | 반대           | 반대           | 반대           | 반대           | 불참           | 반대           | 반대           |
| Massachusetts 5 | 벤저민 프랭클린 버틀러     |      | 공화당      | 찬성           | 찬성           | 찬성           | 불참           | 찬성           | 찬성           | 찬성           | 찬성           | 찬성           | 찬성           | 찬성           |
| Pennsylvania 10 | 헨리 L. 케이크             |      | 공화당      | 찬성           | 찬성           | 찬성           | 찬성           | 찬성           | 찬성           | 찬성           | 찬성           | 찬성           | 찬성           | 찬성           |
| Ohio 2 | 새뮤얼 펜튼 캐리           |      | 독립 공화당 | 반대           | 반대           | 반대           | 반대           | 반대           | 반대           | 반대           | 반대           | 반대           | 반대           | 반대           |
| New York 7 | 존 윈트롭 챈들러           |      | 민주당      | 반대           | 반대           | 반대           | 반대           | 반대           | 반대           | 반대           | 반대           | 반대           | 불참           | 불참           |
| New York 22 | 존 C. 처칠                 |      | 공화당      | 찬성           | 찬성           | 찬성           | 찬성           | 찬성           | 찬성           | 찬성           | 찬성           | 찬성           | 찬성           | 찬성           |
| Ohio 6 | 리더 W. 클라크             |      | 공화당      | 찬성           | 찬성           | 찬성           | 찬성           | 찬성           | 찬성           | 찬성           | 찬성           | 불참           | 찬성           | 찬성           |
| Kansas at-large | 시드니 클라크              |      | 공화당      | 찬성           | 찬성           | 찬성           | 찬성           | 찬성           | 찬성           | 찬성           | 찬성           | 찬성           | 찬성           | 찬성           |
| Wisconsin 3 | 아마사 코브                |      | 공화당      | 찬성           | 찬성           | 찬성           | 찬성           | 찬성           | 찬성           | 찬성           | 찬성           | 찬성           | 찬성           | 찬성           |
| Indiana 6 | 존 코번                    |      | 공화당      | 찬성           | 찬성           | 찬성           | 찬성           | 찬성           | 찬성           | 찬성           | 찬성           | 찬성           | 반대           | 찬성           |
| Indiana 9 | 스카일러 콜팩스            |      | 공화당      | 미투표 (의장)α | 미투표 (의장)α | 미투표 (의장)α | 미투표 (의장)α | 미투표 (의장)α | 미투표 (의장)α | 미투표 (의장)α | 미투표 (의장)α | 미투표 (의장)α | 미투표 (의장)α | 미투표 (의장)α |
| Illinois 6 | 버턴 C. 쿡                 |      | 공화당      | 찬성           | 찬성           | 찬성           | 찬성           | 찬성           | 찬성           | 찬성           | 찬성           | 찬성           | 찬성           | 찬성           |
| New York 13 | 토머스 코넬                |      | 공화당      | 찬성           | 찬성           | 찬성           | 찬성           | 찬성           | 찬성           | 찬성           | 찬성           | 찬성           | 불참           | 찬성           |
| Pennsylvania 21 | 존 코보드                  |      | 공화당      | 찬성           | 불참           | 찬성           | 찬성           | 찬성           | 찬성           | 찬성           | 찬성           | 찬성           | 불참           | 불참           |
| Illinois 8 | 셸비 무어 컬럼             |      | 공화당      | 찬성           | 찬성           | 찬성           | 찬성           | 찬성           | 찬성           | 찬성           | 찬성           | 찬성           | 찬성           | 찬성           |
| Massachusetts 10 | 헨리 L. 도스               |      | 공화당      | 찬성           | 찬성           | 찬성           | 찬성           | 찬성           | 찬성           | 찬성           | 찬성           | 찬성           | 불참           | 불참           |
| Rhode Island 2 | 네이선 F. 딕슨 2세         |      | 공화당      | 찬성           | 찬성           | 찬성           | 찬성           | 찬성           | 찬성           | 찬성           | 찬성           | 찬성           | 불참           | 찬성           |
| Iowa 5 | 그렌빌 M. 닷지             |      | 공화당      | 찬성           | 찬성           | 찬성           | 찬성           | 찬성           | 찬성           | 찬성           | 찬성           | 찬성           | 불참           | 불참           |
| Minnesota 2 | 이그나티우스 L. 도넬리     |      | 공화당      | 찬성           | 찬성           | 찬성           | 찬성           | 찬성           | 찬성           | 찬성           | 찬성           | 찬성           | 찬성           | 찬성           |
| Michigan 6 | 존 F. 드릭스               |      | 공화당      | 찬성           | 찬성           | 찬성           | 찬성           | 찬성           | 찬성           | 찬성           | 찬성           | 찬성           | 찬성           | 찬성           |
| Ohio 17 | 에프라임 R. 에클리         |      | 공화당      | 불참           | 불참           | 불참           | 불참           | 불참           | 불참           | 불참           | 불참           | 불참           | 불참           | 불참           |
| Ohio 1 | 벤저민 에글스턴            |      | 공화당      | 찬성           | 찬성           | 찬성           | 찬성           | 찬성           | 찬성           | 찬성           | 찬성           | 찬성           | 찬성           | 찬성           |
| New Hampshire 1 | 제이콥 하트 엘라           |      | 공화당      | 불참           | 불참           | 불참           | 불참           | 불참           | 불참           | 불참           | 불참           | 불참           | 불참           | 불참           |
| Wisconsin 4 | 찰스 A. 엘드레지           |      | 민주당      | 반대           | 반대           | 반대           | 반대           | 반대           | 반대           | 반대           | 반대           | 반대           | 반대           | 불참           |
| Massachusetts 1 | 토머스 D. 엘리엇           |      | 공화당      | 찬성           | 찬성           | 찬성           | 찬성           | 찬성           | 찬성           | 찬성           | 찬성           | 찬성           | 찬성           | 찬성           |
| Illinois 2 | 존 F. 판스워스             |      | 공화당      | 찬성           | 찬성           | 찬성           | 찬성           | 찬성           | 찬성           | 찬성           | 찬성           | 불참           | 찬성           | 찬성           |
| New York 16 | 오렌지 페리스              |      | 공화당      | 찬성           | 찬성           | 찬성           | 찬성           | 찬성           | 찬성           | 찬성           | 찬성           | 찬성           | 찬성           | 찬성           |
| Michigan 4 | 토머스 W. 페리             |      | 공화당      | 찬성           | 찬성           | 찬성           | 찬성           | 찬성           | 찬성           | 찬성           | 찬성           | 찬성           | 찬성           | 찬성           |
| New York 19 | 윌리엄 C. 필즈             |      | 공화당      | 찬성           | 찬성           | 찬성           | 찬성           | 찬성           | 찬성           | 찬성           | 찬성           | 찬성           | 불참           | 불참           |
| Pennsylvania 20 | 다윈 아벨 피니             |      | 공화당      | 불참           | 불참           | 불참           | 불참           | 불참           | 불참           | 불참           | 불참           | 불참           | 불참           | 불참           |
| New York 4 | 존 폭스                    |      | 민주당      | 반대           | 반대           | 반대           | 반대           | 반대           | 반대           | 반대           | 반대           | 반대           | 불참           | 불참           |
| Ohio 19 | 제임스 A. 가필드           |      | 공화당      | 찬성           | 찬성           | 찬성           | 찬성           | 찬성           | 찬성           | 찬성           | 찬성           | 찬성           | 찬성           | 찬성           |
| Pennsylvania 8 | 제임스 로렌스 게츠         |      | 민주당      | 반대           | 반대           | 반대           | 반대           | 반대           | 반대           | 반대           | 반대           | 반대           | 불참           | 반대           |
| Pennsylvania 15 | 아담 존 글로스브레너       |      | 민주당      | 반대           | 반대           | 반대           | 반대           | 반대           | 반대           | 반대           | 반대           | 반대           | 불참           | 불참           |
| Kentucky 3 | 제이콥 골라데이            |      | 민주당      | 반대           | 반대           | 반대           | 반대           | 반대           | 반대           | 반대           | 반대           | 반대           | 반대           | 반대           |
| Missouri 4 | 조지프 J. 그래블리         |      | 공화당      | 찬성           | 찬성           | 찬성           | 찬성           | 찬성           | 찬성           | 찬성           | 찬성           | 찬성           | 찬성           | 찬성           |
| New York 15 | 존 오거스터스 그리스월드   |      | 공화당      | 찬성           | 찬성           | 찬성           | 찬성           | 찬성           | 찬성           | 찬성           | 찬성           | 불참           | 반대           | 찬성           |
| Kentucky 5 | 아사 그로버                |      | 민주당      | 반대           | 반대           | 반대           | 반대           | 반대           | 반대           | 반대           | 반대           | 반대           | 반대           | 반대           |
| New Jersey 2 | 찰스 헤이트                |      | 민주당      | 반대           | 반대           | 반대           | 찬성           | 반대           | 반대           | 반대           | 반대           | 반대           | 반대           | 반대           |
| New Jersey 5 | 조지 A. 해시               |      | 공화당      | 찬성           | 찬성           | 찬성           | 찬성           | 찬성           | 찬성           | 찬성           | 찬성           | 찬성           | 찬성           | 찬성           |
| Illinois 4 | 애브너 C. 하딩             |      | 공화당      | 찬성           | 찬성           | 찬성           | 찬성           | 찬성           | 찬성           | 찬성           | 찬성           | 찬성           | 찬성           | 찬성           |
| Tennessee 7 | 아이작 로버츠 호킨스       |      | 공화당      | 불참           | 불참           | 불참           | 불참           | 불참           | 불참           | 불참           | 불참           | 불참           | 불참           | 불참           |
| California 2 | 윌리엄 히그비              |      | 공화당      | 찬성           | 찬성           | 찬성           | 불참           | 찬성           | 찬성           | 찬성           | 찬성           | 불참           | 찬성           | 찬성           |
| New Jersey 4 | 존 힐                      |      | 공화당      | 찬성           | 찬성           | 찬성           | 찬성           | 찬성           | 찬성           | 찬성           | 찬성           | 찬성           | 찬성           | 찬성           |
| Indiana 4 | 윌리엄 S. 홀먼             |      | 민주당      | 반대           | 반대           | 반대           | 반대           | 반대           | 반대           | 반대           | 반대           | 반대           | 반대           | 반대           |
| Massachusetts 4 | 새뮤얼 후퍼                |      | 공화당      | 찬성           | 찬성           | 찬성           | 찬성           | 찬성           | 찬성           | 찬성           | 찬성           | 찬성           | 찬성           | 찬성           |
| Wisconsin 2 | 벤저민 F. 홉킨스           |      | 공화당      | 찬성           | 찬성           | 찬성           | 찬성           | 찬성           | 찬성           | 찬성           | 찬성           | 찬성           | 찬성           | 찬성           |
| Connecticut 2 | 줄리어스 홋치키스          |      | 민주당      | 반대           | 반대           | 반대           | 반대           | 반대           | 반대           | 반대           | 반대           | 반대           | 반대           | 반대           |
| Iowa 6 | 아사헬 W. 허버드           |      | 공화당      | 불참           | 불참           | 불참           | 불참           | 불참           | 불참           | 불참           | 불참           | 불참           | 불참           | 불참           |
| West Virginia 1 | 체스터 D. 허바드           |      | 공화당      | 찬성           | 찬성           | 찬성           | 찬성           | 찬성           | 찬성           | 찬성           | 찬성           | 찬성           | 찬성           | 찬성           |
| Connecticut 1 | 리처드 D. 허버드           |      | 민주당      | 불참           | 불참           | 반대           | 반대           | 불참           | 불참           | 불참           | 불참           | 반대           | 불참           | 불참           |
| New York 17 | 캘빈 T. 헐버드             |      | 공화당      | 찬성           | 찬성           | 찬성           | 찬성           | 찬성           | 찬성           | 찬성           | 찬성           | 찬성           | 찬성           | 찬성           |
| New York 30 | 제임스 M. 험프리           |      | 민주당      | 반대           | 반대           | 반대           | 불참           | 반대           | 반대           | 반대           | 반대           | 반대           | 반대           | 반대           |
| Indiana 3 | 모턴 C. 헌터               |      | 공화당      | 찬성           | 찬성           | 찬성           | 찬성           | 찬성           | 찬성           | 찬성           | 찬성           | 찬성           | 찬성           | 찬성           |
| Illinois 5 | 에븐 C. 인거솔             |      | 공화당      | 찬성           | 찬성           | 찬성           | 찬성           | 찬성           | 찬성           | 찬성           | 찬성           | 찬성           | 찬성           | 찬성           |
| Rhode Island 1 | 토머스 젠케스              |      | 공화당      | 찬성           | 찬성           | 찬성           | 찬성           | 찬성           | 찬성           | 찬성           | 찬성           | 찬성           | 불참           | 찬성           |
| California 3 | 제임스 A. 존슨             |      | 민주당      | 반대           | 반대           | 반대           | 반대           | 반대           | 반대           | 반대           | 반대           | 반대           | 반대           | 반대           |
| Kentucky 6 | 토머스 로렌스 존스         |      | 민주당      | 반대           | 반대           | 반대           | 반대           | 반대           | 반대           | 반대           | 반대           | 반대           | 반대           | 반대           |
| Illinois 1 | 노먼 B. 저드               |      | 공화당      | 찬성           | 찬성           | 찬성           | 찬성           | 찬성           | 찬성           | 찬성           | 찬성           | 찬성           | 찬성           | 찬성           |
| Indiana 5 | 조지 워싱턴 줄리안         |      | 공화당      | 찬성           | 찬성           | 찬성           | 찬성           | 찬성           | 찬성           | 찬성           | 찬성           | 찬성           | 찬성           | 찬성           |
| Pennsylvania 4 | 윌리엄 D. 켈리             |      | 공화당      | 찬성           | 찬성           | 찬성           | 찬성           | 찬성           | 찬성           | 찬성           | 찬성           | 찬성           | 찬성           | 찬성           |
| New York 25 | 윌리엄 H. 켈시             |      | 공화당      | 찬성           | 찬성           | 찬성           | 찬성           | 찬성           | 찬성           | 찬성           | 찬성           | 찬성           | 찬성           | 찬성           |
| Indiana 2 | 마이클 C. 케어             |      | 민주당      | 반대           | 불참           | 반대           | 반대           | 반대           | 반대           | 반대           | 반대           | 반대           | 반대           | 반대           |
| New York 12 | 존 H. 케첨                 |      | 공화당      | 찬성           | 찬성           | 찬성           | 찬성           | 찬성           | 찬성           | 찬성           | 찬성           | 찬성           | 불참           | 찬성           |
| West Virginia 2 | 베투엘 키친                |      | 공화당      | 찬성           | 찬성           | 찬성           | 찬성           | 찬성           | 찬성           | 찬성           | 찬성           | 불참           | 찬성           | 찬성           |
| Kentucky 4 | J. 프록터 너트             |      | 민주당      | 반대           | 반대           | 반대           | 반대           | 반대           | 반대           | 반대           | 반대           | 반대           | 반대           | 반대           |
| Pennsylvania 16 | 윌리엄 헨리 쿤츠           |      | 공화당      | 찬성           | 찬성           | 찬성           | 찬성           | 찬성           | 찬성           | 찬성           | 찬성           | 찬성           | 찬성           | 찬성           |
| New York 20 | 애디슨 H. 래플린           |      | 공화당      | 찬성           | 찬성           | 찬성           | 찬성           | 찬성           | 찬성           | 찬성           | 찬성           | 찬성           | 반대           | 찬성           |
| Pennsylvania 24 | 조지 반 에만 로렌스        |      | 공화당      | 찬성           | 찬성           | 찬성           | 찬성           | 찬성           | 찬성           | 찬성           | 찬성           | 찬성           | 찬성           | 찬성           |
| Ohio 4 | 윌리엄 로렌스              |      | 공화당      | 찬성           | 찬성           | 찬성           | 찬성           | 찬성           | 찬성           | 찬성           | 찬성           | 찬성           | 찬성           | 찬성           |
| Missouri 7 | 벤저민 F. 론               |      | 공화당      | 찬성           | 찬성           | 찬성           | 찬성           | 찬성           | 찬성           | 찬성           | 찬성           | 찬성           | 찬성           | 찬성           |
| New York 26 | 윌리엄 S. 링컨             |      | 공화당      | 찬성           | 찬성           | 찬성           | 찬성           | 찬성           | 찬성           | 찬성           | 찬성           | 찬성           | 찬성           | 찬성           |
| Illinois at-large | 존 A. 로건                 |      | 공화당      | 찬성           | 찬성           | 찬성           | 찬성           | 찬성           | 찬성           | 찬성           | 찬성           | 찬성           | 찬성           | 찬성           |
| Iowa 4 | 윌리엄 로흐리지            |      | 공화당      | 찬성           | 불참           | 찬성           | 불참           | 찬성           | 찬성           | 찬성           | 찬성           | 불참           | 찬성           | 찬성           |
| Maine 1 | 존 린치                    |      | 공화당      | 찬성           | 찬성           | 찬성           | 찬성           | 찬성           | 찬성           | 찬성           | 찬성           | 찬성           | 찬성           | 찬성           |
| Oregon at-large | 루퍼스 맬로리              |      | 공화당      | 찬성           | 찬성           | 찬성           | 찬성           | 찬성           | 찬성           | 찬성           | 찬성           | 찬성           | 반대           | 찬성           |
| Illinois 11 | 새뮤얼 S. 마셜             |      | 민주당      | 반대           | 반대           | 반대           | 반대           | 반대           | 반대           | 반대           | 반대           | 반대           | 반대           | 반대           |
| New York 18 | 제임스 M. 마빈             |      | 공화당      | 찬성           | 찬성           | 찬성           | 찬성           | 찬성           | 찬성           | 찬성           | 찬성           | 찬성           | 반대           | 찬성           |
| Tennessee 2 | 호레이스 메이너드          |      | 공화당      | 찬성           | 찬성           | 찬성           | 찬성           | 찬성           | 찬성           | 찬성           | 찬성           | 찬성           | 찬성           | 찬성           |
| New York 23 | 데니스 매카시              |      | 공화당      | 찬성           | 찬성           | 찬성           | 찬성           | 찬성           | 찬성           | 찬성           | 찬성           | 찬성           | 찬성           | 찬성           |
| Missouri 5 | 조지프 W. 맥클러그         |      | 공화당      | 찬성           | 찬성           | 찬성           | 찬성           | 찬성           | 찬성           | 찬성           | 찬성           | 찬성           | 찬성           | 찬성           |
| Missouri 3 | 제임스 로빈슨 매코믹       |      | 민주당      | 반대           | 반대           | 반대           | 반대           | 반대           | 반대           | 반대           | 반대           | 반대           | 반대           | 반대           |
| Maryland 1 | 히람 매컬로                |      | 민주당      | 불참           | 불참           | 불참           | 불참           | 불참           | 불참           | 불참           | 불참           | 불참           | 불참           | 불참           |
| Pennsylvania 13 | 율리시스 머큐어            |      | 공화당      | 찬성           | 찬성           | 찬성           | 찬성           | 찬성           | 찬성           | 찬성           | 찬성           | 찬성           | 찬성           | 찬성           |
| Pennsylvania 14 | 조지 펀스턴 밀러           |      | 공화당      | 찬성           | 찬성           | 찬성           | 찬성           | 찬성           | 찬성           | 찬성           | 찬성           | 찬성           | 찬성           | 찬성           |
| New Jersey 1 | 윌리엄 무어                |      | 공화당      | 찬성           | 찬성           | 찬성           | 찬성           | 찬성           | 찬성           | 찬성           | 찬성           | 찬성           | 찬성           | 찬성           |
| Pennsylvania 22 | 제임스 K. 무어헤드         |      | 공화당      | 불참           | 불참           | 불참           | 불참           | 불참           | 불참           | 불참           | 불참           | 불참           | 불참           | 불참           |
| Ohio 13 | 조지 W. 모건               |      | 민주당      | 반대           | 반대           | 찬성           | 반대           | 반대           | 반대           | 반대           | 반대           | 반대           | 반대           | 반대           |
| Pennsylvania 17 | 다니엘 존슨 모렐           |      | 공화당      | 찬성           | 찬성           | 찬성           | 찬성           | 찬성           | 찬성           | 찬성           | 찬성           | 찬성           | 찬성           | 찬성           |
| New York 5 | 존 모리세이                |      | 민주당      | 불참           | 불참           | 불참           | 불참           | 불참           | 불참           | 불참           | 불참           | 불참           | 불참           | 불참           |
| Tennessee 4 | 제임스 멀린스              |      | 공화당      | 찬성           | 불참           | 찬성           | 찬성           | 찬성           | 찬성           | 찬성           | 찬성           | 찬성           | 불참           | 불참           |
| Ohio 5 | 윌리엄 먼젠                |      | 민주당      | 반대           | 반대           | 불참           | 반대           | 반대           | 반대           | 반대           | 반대           | 반대           | 반대           | 반대           |
| Pennsylvania 3 | 레너드 마이어스            |      | 공화당      | 찬성           | 찬성           | 찬성           | 찬성           | 찬성           | 찬성           | 찬성           | 찬성           | 찬성           | 찬성           | 찬성           |
| Missouri 2 | 카먼 A. 뉴콤               |      | 공화당      | 찬성           | 찬성           | 찬성           | 불참           | 찬성           | 찬성           | 찬성           | 찬성           | 찬성           | 찬성           | 찬성           |
| Indiana 1 | 윌리엄 E. 니블랙           |      | 민주당      | 반대           | 반대           | 반대           | 반대           | 반대           | 반대           | 반대           | 반대           | 반대           | 반대           | 반대           |
| Delaware at-large | 존 A. 니컬슨               |      | 민주당      | 반대           | 반대           | 반대           | 반대           | 반대           | 반대           | 반대           | 반대           | 불참           | 반대           | 반대           |
| Tennessee 8 | 데이비드 알렉산더 넌       |      | 공화당      | 찬성           | 찬성           | 찬성           | 찬성           | 찬성           | 찬성           | 찬성           | 찬성           | 찬성           | 불참           | 불참           |
| Pennsylvania 2 | 찰스 오닐                  |      | 공화당      | 찬성           | 찬성           | 찬성           | 찬성           | 찬성           | 찬성           | 찬성           | 찬성           | 찬성           | 찬성           | 찬성           |
| Indiana 8 | 갓러브 스타인 오스         |      | 공화당      | 찬성           | 찬성           | 찬성           | 찬성           | 찬성           | 찬성           | 찬성           | 찬성           | 찬성           | 찬성           | 찬성           |
| Wisconsin 1 | 할버트 E. 페인             |      | 공화당      | 찬성           | 찬성           | 찬성           | 찬성           | 찬성           | 찬성           | 찬성           | 찬성           | 찬성           | 불참           | 찬성           |
| Maine 2 | 시드니 퍼햄                |      | 공화당      | 찬성           | 찬성           | 찬성           | 찬성           | 찬성           | 찬성           | 찬성           | 찬성           | 찬성           | 찬성           | 찬성           |
| Maine 4 | 존 A. 피터스               |      | 공화당      | 찬성           | 찬성           | 찬성           | 찬성           | 찬성           | 찬성           | 찬성           | 찬성           | 찬성           | 불참           | 불참           |
| Maryland 3 | 찰스 E. 펠프스             |      | 보수당      | 불참           | 불참           | 불참           | 불참           | 불참           | 불참           | 불참           | 불참           | 불참           | 불참           | 불참           |
| Maine 5 | 프레더릭 오거스터스 파이크 |      | 공화당      | 찬성           | 찬성           | 찬성           | 찬성           | 찬성           | 찬성           | 찬성           | 찬성           | 찬성           | 찬성           | 찬성           |
| Missouri 1 | 윌리엄 A. 파일             |      | 공화당      | 불참           | 불참           | 불참           | 불참           | 불참           | 불참           | 불참           | 불참           | 불참           | 불참           | 불참           |
| Ohio 15 | 토바이아스 A. 플랜츠       |      | 공화당      | 찬성           | 찬성           | 찬성           | 찬성           | 찬성           | 찬성           | 찬성           | 찬성           | 불참           | 불참           | 찬성           |
| Vermont 2 | 루크 P. 폴란드             |      | 공화당      | 찬성           | 찬성           | 찬성           | 불참           | 찬성           | 찬성           | 찬성           | 찬성           | 불참           | 불참           | 찬성           |
| West Virginia 3 | 다니엘 폴슬리              |      | 공화당      | 찬성           | 찬성           | 찬성           | 찬성           | 찬성           | 찬성           | 찬성           | 찬성           | 찬성           | 찬성           | 찬성           |
| New York 24 | 시어도어 M. 포메로이       |      | 공화당      | 찬성           | 찬성           | 찬성           | 찬성           | 찬성           | 찬성           | 찬성           | 찬성           | 찬성           | 반대           | 찬성           |
| Iowa 2 | 히람 프라이스              |      | 공화당      | 찬성           | 찬성           | 찬성           | 찬성           | 찬성           | 찬성           | 찬성           | 찬성           | 찬성           | 불참           | 찬성           |
| New York 14 | 존 V. L. 프루인            |      | 민주당      | 반대           | 반대           | 반대           | 반대           | 반대           | 반대           | 반대           | 반대           | 반대           | 반대           | 반대           |
| Pennsylvania 1 | 새뮤얼 J. 랜들             |      | 민주당      | 반대           | 반대           | 반대           | 반대           | 반대           | 반대           | 반대           | 반대           | 반대           | 불참           | 불참           |
| Illinois 13 | 그린 베리 라움             |      | 공화당      | 찬성           | 찬성           | 찬성           | 찬성           | 찬성           | 찬성           | 찬성           | 찬성           | 찬성           | 찬성           | 찬성           |
| New York 10 | 윌리엄 H. 로버트슨         |      | 공화당      | 찬성           | 찬성           | 찬성           | 찬성           | 찬성           | 찬성           | 찬성           | 찬성           | 찬성           | 불참           | 찬성           |
| New York 3 | 윌리엄 에리게나 로빈슨     |      | 민주당      | 불참           | 불참           | 불참           | 불참           | 불참           | 불참           | 불참           | 불참           | 불참           | 불참           | 불참           |
| Illinois 9 | 루이스 위넌스 로스         |      | 민주당      | 반대           | 반대           | 반대           | 반대           | 반대           | 반대           | 반대           | 반대           | 반대           | 반대           | 반대           |
| Wisconsin 5 | 파일레터스 소이어          |      | 공화당      | 찬성           | 찬성           | 찬성           | 찬성           | 찬성           | 찬성           | 찬성           | 찬성           | 찬성           | 찬성           | 찬성           |
| Ohio 3 | 로버트 C. 솅크             |      | 공화당      | 찬성           | 찬성           | 찬성           | 찬성           | 찬성           | 찬성           | 찬성           | 찬성           | 찬성           | 찬성           | 찬성           |
| Pennsylvania 19 | 글렌니 윌리엄 스코필드     |      | 공화당      | 찬성           | 찬성           | 찬성           | 찬성           | 찬성           | 찬성           | 찬성           | 찬성           | 찬성           | 찬성           | 찬성           |
| New York 28 | 루이스 셀리                |      | 독립 공화당 | 불참           | 불참           | 불참           | 불참           | 불참           | 불참           | 불참           | 불참           | 불참           | 불참           | 불참           |
| Indiana 11 | 존 P. C. 섕크스            |      | 공화당      | 찬성           | 찬성           | 찬성           | 찬성           | 찬성           | 찬성           | 찬성           | 찬성           | 찬성           | 찬성           | 찬성           |
| Ohio 7 | 새뮤얼 셸러바거            |      | 공화당      | 불참           | 불참           | 불참           | 불참           | 불참           | 불참           | 불참           | 불참           | 불참           | 불참           | 불참           |
| New Jersey 3 | 찰스 시트그리브스          |      | 민주당      | 반대           | 반대           | 반대           | 반대           | 반대           | 반대           | 반대           | 반대           | 반대           | 반대           | 반대           |
| Vermont 3 | 워딩턴 커티스 스미스       |      | 공화당      | 찬성           | 찬성           | 찬성           | 찬성           | 찬성           | 찬성           | 찬성           | 찬성           | 찬성           | 반대           | 찬성           |
| Ohio 18 | 루퍼스 P. 스폴딩           |      | 공화당      | 찬성           | 찬성           | 찬성           | 불참           | 찬성           | 찬성           | 찬성           | 찬성           | 불참           | 찬성           | 찬성           |
| Connecticut 3 | 헨리 H. 스타크웨더         |      | 공화당      | 찬성           | 찬성           | 찬성           | 찬성           | 찬성           | 찬성           | 찬성           | 찬성           | 찬성           | 찬성           | 찬성           |
| New Hampshire 2 | 애런 플레처 스티븐스       |      | 공화당      | 불참           | 불참           | 불참           | 불참           | 불참           | 불참           | 불참           | 불참           | 불참           | 불참           | 불참           |
| Pennsylvania 9 | 새디어스 스티븐스          |      | 공화당      | 찬성           | 찬성           | 불참           | 불참           | 찬성           | 찬성           | 찬성           | 찬성           | 찬성           | 찬성           | 찬성           |
| New York 6 | 토머스 E. 스튜어트         |      | 보수 공화당 | 반대           | 반대           | 반대           | 불참           | 반대           | 반대           | 반대           | 반대           | 반대           | 반대           | 반대           |
| Tennessee 3 | 윌리엄 브릭클리 스톡스     |      | 공화당      | 찬성           | 찬성           | 불참           | 불참           | 찬성           | 찬성           | 찬성           | 찬성           | 불참           | 불참           | 불참           |
| Maryland 5 | 프레더릭 스톤              |      | 민주당      | 반대           | 반대           | 반대           | 반대           | 반대           | 반대           | 반대           | 반대           | 반대           | 불참           | 불참           |
| New York 1 | 스티븐 테이버              |      | 민주당      | 반대           | 반대           | 반대           | 반대           | 반대           | 반대           | 반대           | 반대           | 반대           | 반대           | 반대           |
| Nebraska at-large | 존 태피                    |      | 공화당      | 찬성           | 찬성           | 찬성           | 찬성           | 찬성           | 찬성           | 찬성           | 찬성           | 찬성           | 찬성           | 찬성           |
| Pennsylvania 5 | 케일럽 뉴볼드 테일러       |      | 공화당      | 찬성           | 찬성           | 찬성           | 찬성           | 찬성           | 찬성           | 찬성           | 찬성           | 찬성           | 찬성           | 찬성           |
| Maryland 4 | 프랜시스 토머스            |      | 공화당      | 찬성           | 찬성           | 찬성           | 찬성           | 찬성           | 찬성           | 찬성           | 찬성           | 찬성           | 찬성           | 찬성           |
| Tennessee 5 | 존 트림블                  |      | 공화당      | 찬성           | 찬성           | 찬성           | 찬성           | 찬성           | 찬성           | 찬성           | 찬성           | 찬성           | 불참           | 불참           |
| Kentucky 1 | 로렌스 S. 트림블           |      | 민주당      | 반대           | 반대           | 반대           | 반대           | 반대           | 반대           | 반대           | 반대           | 반대           | 반대           | 반대           |
| Michigan 5 | 롤랜드 E. 트로우브리지     |      | 공화당      | 찬성           | 찬성           | 찬성           | 찬성           | 찬성           | 찬성           | 찬성           | 찬성           | 찬성           | 찬성           | 찬성           |
| Massachusetts 3 | 기너리 트위첼              |      | 공화당      | 찬성           | 찬성           | 찬성           | 찬성           | 찬성           | 찬성           | 찬성           | 찬성           | 찬성           | 찬성           | 찬성           |
| Michigan 2 | 찰스 업슨                  |      | 공화당      | 찬성           | 찬성           | 찬성           | 찬성           | 찬성           | 찬성           | 찬성           | 찬성           | 찬성           | 찬성           | 찬성           |
| New York 31 | 헨리 반 아에르넘           |      | 공화당      | 찬성           | 찬성           | 찬성           | 찬성           | 찬성           | 찬성           | 찬성           | 찬성           | 찬성           | 찬성           | 찬성           |
| Pennsylvania 11 | 다니엘 마이어스 반 오컨    |      | 민주당      | 반대           | 반대           | 반대           | 반대           | 반대           | 반대           | 반대           | 반대           | 반대           | 불참           | 불참           |
| New York 29 | 버트 반 혼                 |      | 공화당      | 찬성           | 찬성           | 찬성           | 찬성           | 찬성           | 찬성           | 찬성           | 찬성           | 불참           | 불참           | 불참           |
| Missouri 6 | 로버트 T. 반 혼            |      | 공화당      | 찬성           | 찬성           | 찬성           | 찬성           | 찬성           | 찬성           | 찬성           | 찬성           | 찬성           | 찬성           | 찬성           |
| Ohio 12 | 필라델프 반 트럼프         |      | 민주당      | 반대           | 반대           | 반대           | 반대           | 반대           | 반대           | 반대           | 반대           | 반대           | 반대           | 반대           |
| New York 11 | 찰스 반 윅                 |      | 공화당      | 찬성           | 찬성           | 찬성           | 찬성           | 찬성           | 찬성           | 찬성           | 찬성           | 불참           | 찬성           | 찬성           |
| New York 27 | 해밀턴 워드                |      | 공화당      | 찬성           | 찬성           | 찬성           | 찬성           | 찬성           | 찬성           | 찬성           | 찬성           | 찬성           | 찬성           | 찬성           |
| Wisconsin 6 | 카드왈라더 C. 워시번       |      | 공화당      | 찬성           | 찬성           | 불참           | 불참           | 찬성           | 찬성           | 찬성           | 찬성           | 불참           | 찬성           | 찬성           |
| Indiana 7 | 헨리 D. 워시번             |      | 공화당      | 불참           | 불참           | 불참           | 불참           | 불참           | 불참           | 불참           | 불참           | 불참           | 불참           | 불참           |
| Massachusetts 9 | 윌리엄 B. 워시번           |      | 공화당      | 찬성           | 찬성           | 찬성           | 찬성           | 찬성           | 찬성           | 찬성           | 찬성           | 찬성           | 찬성           | 찬성           |
| Illinois 3 | 엘리후 B. 워시번           |      | 공화당      | 찬성           | 찬성           | 찬성           | 불참           | 찬성           | 찬성           | 찬성           | 찬성           | 불참           | 불참           | 불참           |
| Ohio 14 | 마틴 웰커                  |      | 공화당      | 찬성           | 찬성           | 찬성           | 찬성           | 찬성           | 찬성           | 찬성           | 찬성           | 찬성           | 찬성           | 찬성           |
| Pennsylvania 23 | 토머스 윌리엄스            |      | 공화당      | 찬성           | 찬성           | 찬성           | 찬성           | 찬성           | 찬성           | 찬성           | 찬성           | 찬성           | 찬성           | 찬성           |
| Indiana 10 | 윌리엄 윌리엄스            |      | 공화당      | 불참           | 불참           | 불참           | 불참           | 불참           | 불참           | 불참           | 불참           | 불참           | 불참           | 불참           |
| Iowa 1 | 제임스 F. 윌슨             |      | 공화당      | 찬성           | 찬성           | 찬성           | 찬성           | 찬성           | 찬성           | 찬성           | 찬성           | 찬성           | 반대           | 찬성           |
| Ohio 11 | 존 토머스 윌슨             |      | 공화당      | 찬성           | 찬성           | 찬성           | 찬성           | 찬성           | 찬성           | 찬성           | 찬성           | 찬성           | 반대           | 찬성           |
| Pennsylvania 18 | 스티븐 파울러 윌슨         |      | 공화당      | 찬성           | 찬성           | 찬성           | 찬성           | 찬성           | 찬성           | 찬성           | 찬성           | 찬성           | 불참           | 불참           |
| Minnesota 1 | 윌리엄 윈덤                |      | 공화당      | 찬성           | 찬성           | 찬성           | 찬성           | 찬성           | 찬성           | 찬성           | 찬성           | 찬성           | 반대           | 찬성           |
| New York 9 | 페르난도 우드              |      | 민주당      | 반대           | 반대           | 반대           | 반대           | 반대           | 반대           | 반대           | 반대           | 반대           | 반대           | 반대           |
| Vermont 1 | 프레더릭 E. 우드브리지     |      | 공화당      | 찬성           | 찬성           | 찬성           | 불참           | 찬성           | 찬성           | 찬성           | 찬성           | 불참           | 반대           | 찬성           |
| Pennsylvania 12 | 조지 워싱턴 우드워드       |      | 민주당      | 반대           | 반대           | 반대           | 반대           | 반대           | 반대           | 반대           | 반대           | 반대           | 불참           | 불참           |
| 주: ^α 스카일러 콜팩스는 하원 의장으로 재직 중이었다. 하원 규칙에 따라, "의장은 일반적인 입법 절차에서 투표가 결정적이거나 하원이 비밀 투표를 진행하는 경우를 제외하고는 투표할 필요가 없다." |                            |      |             |                |                |                |                |                |                |                |                |                |                |                |

#### 1868년 3월 2일

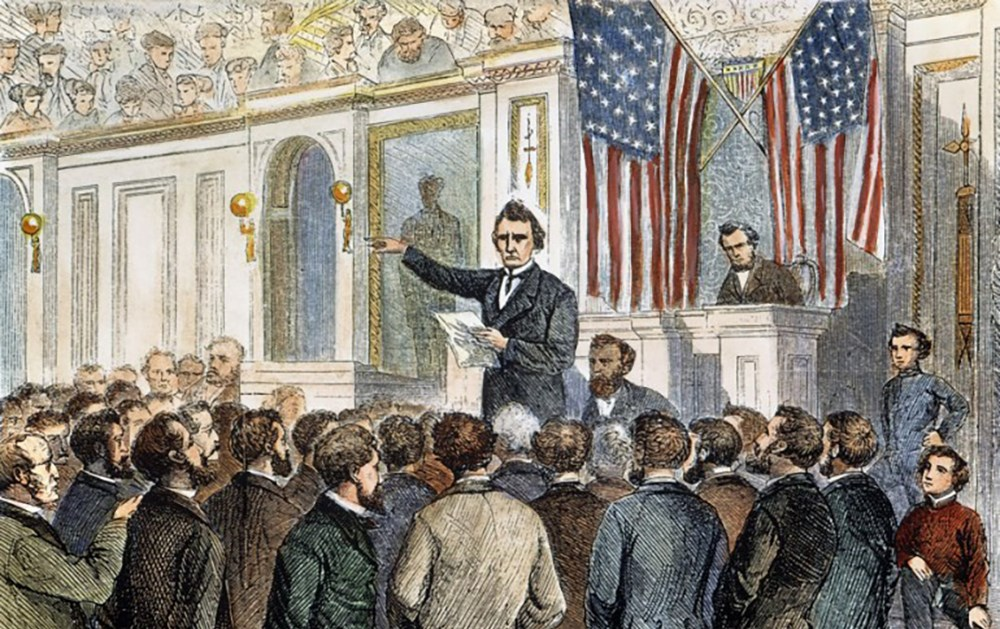
새디어스 스티븐스가 1868년 3월 2일 토론 중 연설하는 그림

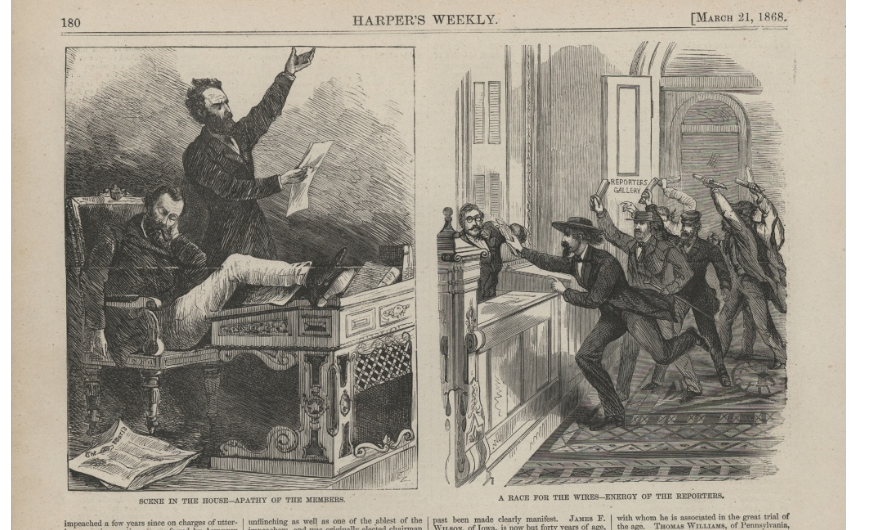
일련의 그림. 왼쪽 그림은 민주당 하원의원 앨버트 G. 버 (왼쪽)가 잠자는 동안 공화당 하원의원 존 윈트롭 챈들러가 탄핵 조항 채택에 대한 토론 중 큰 소리로 연설하는 모습을 묘사한다. 오른쪽 그림은 탄핵 조항이 발표되자마자 기자들이 전보 사무실로 달려가는 모습을 묘사한다.

하원은 1868년 3월 1일과 2일에 제안된 조항들을 논의했다. 3월 2일, 하원은 7인 위원회에서 회부된 9개 탄핵 조항을 비준하기로 투표했다. 이 조항들은 "엄격히 법률적"이었고 형사 기소에 맞춰져 있었다. 8개 조항은 임기보장법 위반에 관한 것이었고, 9번째 조항은 존슨이 율리시스 S. 그랜트 장군에게 임시 전쟁 장관직을 무시하고 존슨으로부터 직접 명령을 받도록 압력을 가하여 육군 지휘법을 위반했다고 비난했다.
토론 중 일련의 연설 후, 새디어스 스티븐스는 연단에 올라 7인 위원회가 존슨에게 너무 관대하다고 비판하며 다음과 같이 선언했다.
이렇게나 큰 죄를 지은 자가 앤드루 존슨만큼 부드럽게 대우받은 적은 없습니다. 국민들은 그의 큰 범죄와 비행을 오랫동안 견뎌낸 수치와 그의 범죄를 조국의 기록에 섞는 것을 꺼려왔습니다.

스티븐스는 하원에 제출된 조항들이 존슨이 미국 통치 구조를 얼마나 위험에 빠뜨렸는지 다루는 데 실패했다고 주장했다. 스티븐스가 토론을 마무리하는 발언을 한 후 바우트웰은 수정된 조항들을 제출했으며, 위원회가 제안한 조항의 수는 10개에서 9개로 줄었다. 이어서 벤저민 프랭클린 버틀러는 스티븐스의 요청에 영감을 받아 자신만의 긴 탄핵 조항을 제출했다. 버틀러가 제안한 조항은 명확한 법 위반을 명시하지 않았지만, 대신 존슨이 "미국 의회를 불명예, 조롱, 증오, 경멸, 비난에 빠뜨리려 했다"는 혐의를 제기했다. 이 조항은 존슨이 "서클 순회 연설" 중에 했던 연설에 대한 응답으로 작성되었다. 버틀러의 탄핵 결의안에 대한 발언은 매우 길었고, 이는 스티븐스를 포함한 많은 사람들을 좌절시켰다. 하원은 버틀러의 조항을 신속히 기각한 후 위원회의 9개 조항을 하나씩 승인했다.
| 1868년 3월 2일 투표 총계             | 1868년 3월 2일 투표 총계                 | 1868년 3월 2일 투표 총계                 | 1868년 3월 2일 투표 총계                 | 1868년 3월 2일 투표 총계                 | 1868년 3월 2일 투표 총계                 | 1868년 3월 2일 투표 총계 |
| 벤저민 프랭클린 버틀러가 제안한 조항 | 정당                                     | 정당                                     | 정당                                     | 정당                                     | 정당                                     | 총 투표수                |
| 벤저민 프랭클린 버틀러가 제안한 조항 | 민주당                                   | 공화당                                   | 보수당                                   | 보수 공화당                              | 독립 공화당                              | 총 투표수                |
| ------------------------------------ | ---------------------------------------- | ---------------------------------------- | ---------------------------------------- | ---------------------------------------- | ---------------------------------------- | ------------------------ |
| 찬성                                 | 의회 연감에서 상세한 호명 투표 보고 없음 | 의회 연감에서 상세한 호명 투표 보고 없음 | 의회 연감에서 상세한 호명 투표 보고 없음 | 의회 연감에서 상세한 호명 투표 보고 없음 | 의회 연감에서 상세한 호명 투표 보고 없음 | 048                      |
| 반대                                 | 의회 연감에서 상세한 호명 투표 보고 없음 | 의회 연감에서 상세한 호명 투표 보고 없음 | 의회 연감에서 상세한 호명 투표 보고 없음 | 의회 연감에서 상세한 호명 투표 보고 없음 | 의회 연감에서 상세한 호명 투표 보고 없음 | 074                      |
| 제1조                                | 정당                                     | 정당                                     | 정당                                     | 정당                                     | 정당                                     | 총 투표수                |
| 제1조                                | 민주당                                   | 공화당                                   | 보수당                                   | 보수 공화당                              | 독립 공화당                              | 총 투표수                |
| 찬성                                 | 000                                      | 127                                      | 000                                      | 000                                      | 000                                      | 127                      |
| 반대                                 | 040                                      | 000                                      | 000                                      | 001                                      | 001                                      | 042                      |
| 제2조                                | 정당                                     | 정당                                     | 정당                                     | 정당                                     | 정당                                     | 총 투표수                |
| 제2조                                | 민주당                                   | 공화당                                   | 보수당                                   | 보수 공화당                              | 독립 공화당                              | 총 투표수                |
| 찬성                                 | 000                                      | 124                                      | 000                                      | 000                                      | 000                                      | 124                      |
| 반대                                 | 039                                      | 000                                      | 000                                      | 001                                      | 001                                      | 041                      |
| 제3조                                | 정당                                     | 정당                                     | 정당                                     | 정당                                     | 정당                                     | 총 투표수                |
| 제3조                                | 민주당                                   | 공화당                                   | 보수당                                   | 보수 공화당                              | 독립 공화당                              | 총 투표수                |
| 찬성                                 | 001                                      | 123                                      | 000                                      | 000                                      | 000                                      | 124                      |
| 반대                                 | 038                                      | 000                                      | 000                                      | 001                                      | 001                                      | 040                      |
| 제4조                                | 정당                                     | 정당                                     | 정당                                     | 정당                                     | 정당                                     | 총 투표수                |
| 제4조                                | 민주당                                   | 공화당                                   | 보수당                                   | 보수 공화당                              | 독립 공화당                              | 총 투표수                |
| 찬성                                 | 001                                      | 116                                      | 000                                      | 000                                      | 000                                      | 117                      |
| 반대                                 | 039                                      | 000                                      | 000                                      | 000                                      | 001                                      | 040                      |
| 제5조                                | 정당                                     | 정당                                     | 정당                                     | 정당                                     | 정당                                     | 총 투표수                |
| 제5조                                | 민주당                                   | 공화당                                   | 보수당                                   | 보수 공화당                              | 독립 공화당                              | 총 투표수                |
| 찬성                                 | 000                                      | 127                                      | 000                                      | 000                                      | 000                                      | 127                      |
| 반대                                 | 040                                      | 000                                      | 000                                      | 001                                      | 001                                      | 042                      |
| 제6조                                | 정당                                     | 정당                                     | 정당                                     | 정당                                     | 정당                                     | 총 투표수                |
| 제6조                                | 민주당                                   | 공화당                                   | 보수당                                   | 보수 공화당                              | 독립 공화당                              | 총 투표수                |
| 찬성                                 | 000                                      | 127                                      | 000                                      | 000                                      | 000                                      | 127                      |
| 반대                                 | 040                                      | 000                                      | 000                                      | 001                                      | 001                                      | 042                      |
| 제7조                                | 정당                                     | 정당                                     | 정당                                     | 정당                                     | 정당                                     | 총 투표수                |
| 제7조                                | 민주당                                   | 공화당                                   | 보수당                                   | 보수 공화당                              | 독립 공화당                              | 총 투표수                |
| 찬성                                 | 000                                      | 127                                      | 000                                      | 000                                      | 000                                      | 127                      |
| 반대                                 | 040                                      | 000                                      | 000                                      | 001                                      | 001                                      | 042                      |
| 제8조                                | 정당                                     | 정당                                     | 정당                                     | 정당                                     | 정당                                     | 총 투표수                |
| 제8조                                | 민주당                                   | 공화당                                   | 보수당                                   | 보수 공화당                              | 독립 공화당                              | 총 투표수                |
| 찬성                                 | 000                                      | 127                                      | 000                                      | 000                                      | 000                                      | 127                      |
| 반대                                 | 040                                      | 000                                      | 000                                      | 001                                      | 001                                      | 042                      |
| 제9조                                | 정당                                     | 정당                                     | 정당                                     | 정당                                     | 정당                                     | 총 투표수                |
| 제9조                                | 민주당                                   | 공화당                                   | 보수당                                   | 보수 공화당                              | 독립 공화당                              | 총 투표수                |
| 찬성                                 | 000                                      | 108                                      | 000                                      | 000                                      | 000                                      | 108                      |
| 반대                                 | 039                                      | 000                                      | 000                                      | 001                                      | 001                                      | 041                      |

#### 1868년 3월 3일
1868년 3월 2일 탄핵 조항 채택 후, 하원은 상원 탄핵 재판에서 검사 역할을 할 탄핵 관리자를 임명했다. 다음 날, 관리자들은 상원에 제시할 사건을 강화하기 위해 추가 혐의를 고려해 줄 것을 하원에 요청했다. 먼저, 관리자들은 이전에 버틀러가 제안했던 조항을 제10조로 재도입하여 보고했다. 이는 승인되었다. 그 후, 새디어스 스티븐스와 제임스 F. 윌슨이 작성한 제11조가 승인되었다. 제11조는 존슨이 취임 선서에서 "법률이 충실히 집행되도록 주의한다"는 맹세를 위반했다고 비난했다. 이는 제39차 미국 의회가 일부 미국(재건되지 않은 주들은 제외됨)만을 대표했기 때문에 비헌법적이며, 따라서 입법 권한이나 미국의 헌법에 대한 수정안을 제안할 권한이 없다고 선언했기 때문이다.
| 1868년 3월 3일 투표 총계 | 1868년 3월 3일 투표 총계 | 1868년 3월 3일 투표 총계 | 1868년 3월 3일 투표 총계 | 1868년 3월 3일 투표 총계 | 1868년 3월 3일 투표 총계 | 1868년 3월 3일 투표 총계 |
| 제10조 항목              | 정당                     | 정당                     | 정당                     | 정당                     | 정당                     | 총 투표                  |
| 제10조 항목              | 민주당                   | 공화당                   | 보수당                   | 보수 공화당              | 무소속 공화당            | 총 투표                  |
| ------------------------ | ------------------------ | ------------------------ | ------------------------ | ------------------------ | ------------------------ | ------------------------ |
| 찬성                     | 000                      | 088                      | 000                      | 000                      | 000                      | 088                      |
| 반대                     | 031                      | 012                      | 000                      | 001                      | 001                      | 045                      |
| 제11조 항목              | 정당                     | 정당                     | 정당                     | 정당                     | 정당                     | 총 투표                  |
| 제11조 항목              | 민주당                   | 공화당                   | 보수당                   | 보수 공화당              | 무소속 공화당            | 총 투표                  |
| 찬성                     | 000                      | 109                      | 000                      | 000                      | 000                      | 109                      |
| 반대                     | 030                      | 000                      | 000                      | 001                      | 001                      | 032                      |

### 탄핵 조항 요약

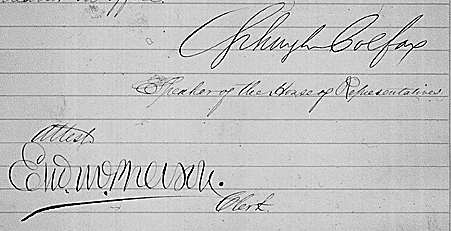
미국 하원 의장 스카일러 콜팩스 (오른쪽 위)의 서명과 미국 하원 서기 에드워드 맥퍼슨 (왼쪽 아래)의 증명조항이 담긴 11개 탄핵 조항 공식 사본

하원에서 채택된 첫 8개 조항과 11번째 조항은 모두 존슨이 스탠턴 육군장관을 해임하려 하여 공직 임기법을 위반했다는 내용이었다. 또한, 이들 조항 중 일부는 존슨이 다른 법률도 위반했다고 비난했으며, 11번째 조항은 존슨이 취임 선서를 위반했다고 비난했다. 첫 번째 조항은 특히 존슨이 1868년 2월 21일에 스탠턴을 해임하라는 명령을 내린 것이 공직 임기법을 위반하려는 의도였다고 주장했다. 두 번째와 세 번째 조항은 토마스를 육군장관 대행으로 임명한 것 역시 공직 임기법을 위반하려는 의도로 이루어졌다고 주장했다. 네 번째, 다섯 번째, 여섯 번째, 일곱 번째 조항은 존슨, 토마스 및 다른 사람들의 스탠턴 축출 공모를 주장했다. 여섯 번째 조항은 미국 전쟁부의 재산을 강제로 탈취하려는 공모도 주장했다. 여덟 번째 조항은 토마스를 대행으로 임명한 것이 전쟁부 재산을 불법적으로 통제하려는 의도였다고 구체적으로 주장했다. 11번째 조항은 첫 아홉 개 조항의 내용을 효과적으로 재진술했다.
아홉 번째 조항은 존슨이 육군 지휘법을 위반했다는 비난에 초점을 맞췄으며, 이는 11번째 조항에서도 다시 언급되었다. 열 번째 조항은 존슨이 "미국 의회에 불명예, 조롱, 증오, 경멸, 비난을 초래하려" 했다고 비난했지만, 명확한 법률 위반을 인용하지는 않았다.
11개 조항은 다음과 같은 혐의를 제시했다.
- 제1조: 존슨이 1868년 2월 21일 스탠턴 육군장관 해임 명령으로 공직 임기법을 위반했다.[20]
- 제2조: 존슨이 스탠턴 장관이 공직 임기법을 위반하여 해임되었으므로 실제로는 법적 공석이 없었음에도 불구하고 로렌조 토마스에게 육군장관 대행으로 임명한다는 "권한 서한"을 보냄으로써 공직 임기법을 위반했다.[20]
- 제3조: 존슨이 스탠턴 장관이 공직 임기법을 위반하여 해임되었으므로 실제로는 법적 공석이 없었음에도 불구하고 로렌조 토마스를 육군장관 대행으로 임명함으로써 공직 임기법을 위반했다.[20]
- 제4조: 존슨이 로렌조 토마스 등과 공모하여 "당시 육군부 장관이던 에드윈 M. 스탠턴이 그의 직무를 수행하는 것을 불법적으로 방해하고 막으려" 함으로써 공직 임기법을 위반했다.[20]
- 제5조: 존슨이 로렌조 토마스 등과 공모하여 공직 임기법의 "집행을 막고 방해했다".[20]
- 제6조: 존슨이 공직 임기법과 특정 공모를 정의하고 처벌하는 법률을 모두 위반하여 로렌조 토마스와 공모하여 스탠턴 장관의 통제 하에 있는 "전쟁부의 미국 재산을 강제로 점유, 탈취, 소유"함으로써 직무상의 중범죄를 저질렀다.[20]
- 제7조: 존슨이 공직 임기법과 특정 공모를 정의하는 법률을 위반하여 로렌조 토마스와 공모하여 스탠턴 장관의 통제 하에 있는 "전쟁부의 미국 재산을 강제로 점유, 탈취, 소유"함으로써 직무상의 중과실을 저질렀다.[20]
- 제8조: 존슨이 스탠턴 장관을 해임하고 로렌조 토마스를 임명함으로써 "군사 서비스와 전쟁부에 배정된 자금의 지출을 통제하려" 불법적으로 시도했다.[20]
- 제9조: 존슨이 육군 지휘법을 위반하여 윌리엄 H. 에모리 소장에게 대통령과 육군장관이 발행하는 모든 "군사 작전과 관련된 명령은 ... 육군 총사령관을 통해 발행되어야 한다"는 1867년 육군 예산법 조항을 위헌으로 무시하라고 불법적으로 지시했다.[18][20][77]
- 제10조: 존슨이 수많은 경우에 "큰 목소리로 난폭하고, 선동적이며, 스캔들스러운 연설을 했고, 그 연설에서 의회 [및] 그에 따라 정식으로 제정된 미국 법률에 대해 큰 위협과 비난을 퍼부었으며, 그 자리에서 모인 군중의 비명, 야유, 웃음 속에서" 발언했다.[20]
- 제11조: 존슨이 재건되지 않은 남부 주들이 연방에 재편입되지 않았다는 이유로 제39차 의회의 입법 권한에 불법적이고 비헌법적으로 도전하여 "법률이 충실히 집행되도록 주의한다"는 취임 선서를 위반했다. 스탠턴 육군장관을 해임하여 공직 임기법을 위반했다. 군에 대한 행정 명령이 육군 총사령관을 통해 발행되도록 지시하는 육군 지휘법을 집행하지 못하도록 조작했다. 그리고 "반란 주들의 보다 효율적인 정부를 제공하는 법률"이라는 법률의 집행을 방해했다.[20][57][75]

## 재판

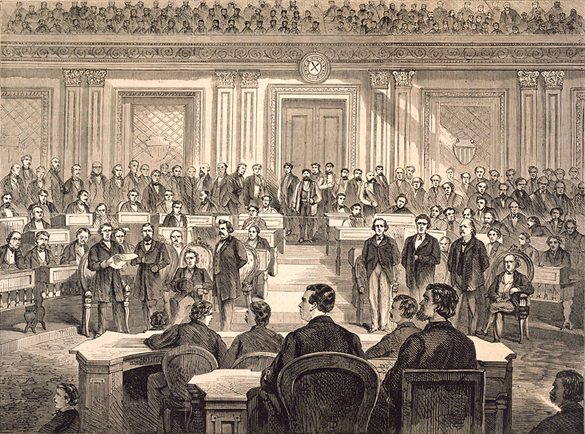
빙햄이 상원에 탄핵 소추안을 제출하는 모습의 삽화

탄핵 소추안은 1868년 3월 4일 존 빙햄에 의해 상원에 제출되었다. 미국 헌법에 따라 대법원장 새먼 P. 체이스가 재판을 주재했다. 재판을 주재하는 관리로서 체이스의 일방적인 판결을 내릴 수 있는 권한의 범위는 잦은 논쟁의 대상이었다. 체이스는 특정 절차적 질문에 대해 독자적으로 결정하는 것이 자신의 특권이라고 주장했지만, 상원은 그의 여러 판결에 이의를 제기했다.
하원은 존 빙햄, 조지 S. 바우트웰, 벤저민 프랭클린 버틀러, 존 A. 로건, 새디어스 스티븐스, 토머스 윌리엄스, 제임스 F. 윌슨 등 7명의 의원을 하원 탄핵 관리자(검사 역할)로 임명했다. 대통령의 변호인단은 벤저민 로빈스 커티스, 윌리엄 M. 에버츠, 윌리엄 S. 그로스벡, 토머스 아모스 로저스 넬슨, 헨리 스탠베리로 구성되었다. 변호인의 조언에 따라 대통령은 재판에 출석하지 않았다.

### 절차

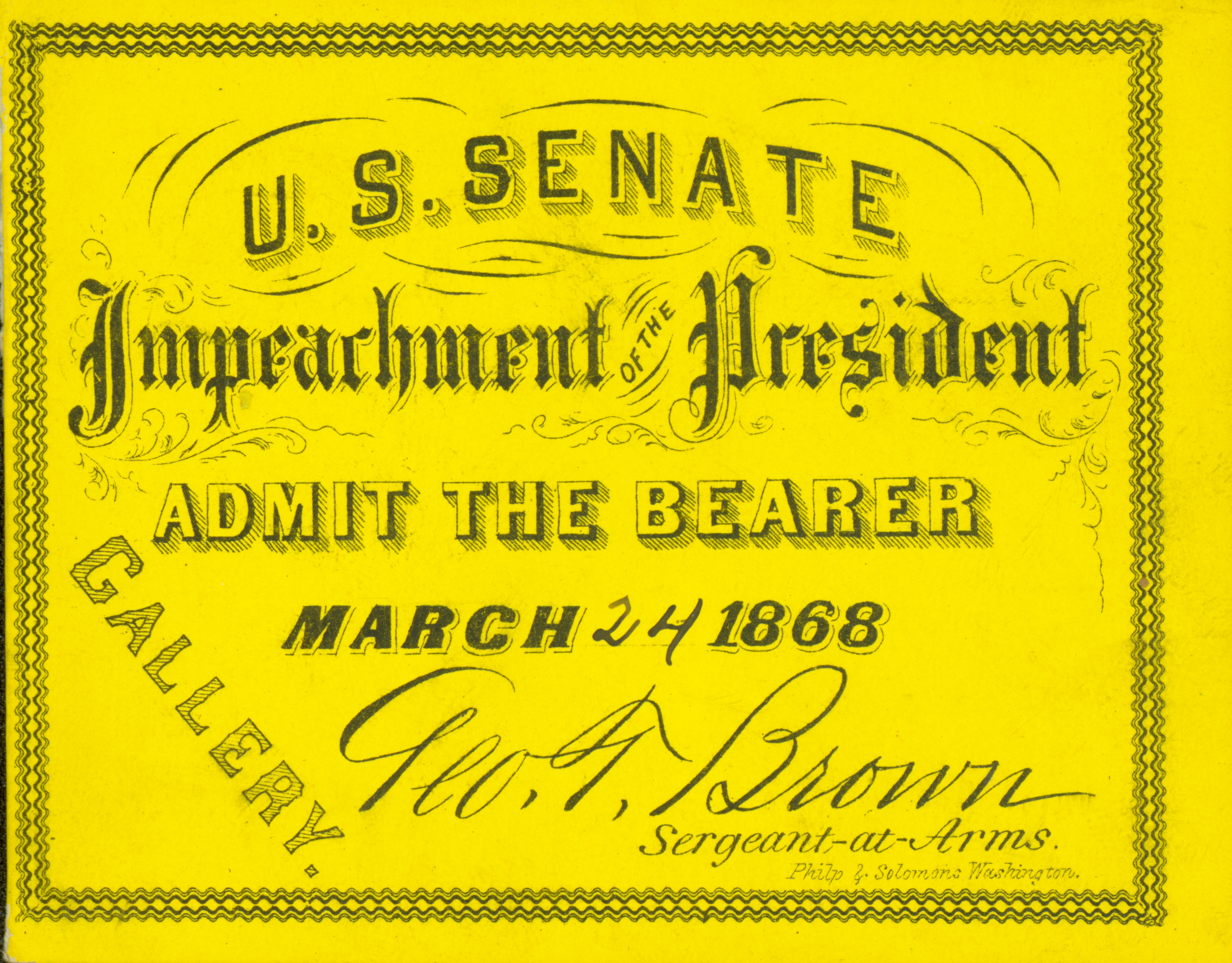
1868년 3월 24일자 앤드루 존슨 탄핵 재판 입장권

상원 재판은 1868년 3월 4일에 시작되었으며, 대부분 공개 회의로 진행되었다. 상원 의사당의 방청석은 종종 만석이었다. 대중의 관심이 너무 커서 상원은 역사상 처음으로 입장권을 발행했다. 재판 매일마다 1,000장의 색 부호화된 티켓이 인쇄되어 하루 동안의 입장을 허용했다.

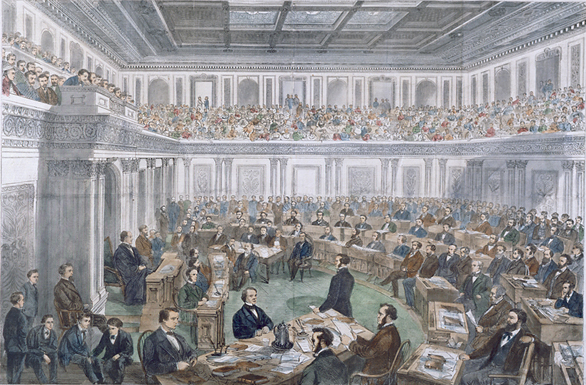
시어도어 R. 데이비스가 하퍼스 위클리에 그린 앤드루 존슨 탄핵 재판 삽화

탄핵 관리자들은 존슨이 상원의 동의 없이 스탠턴을 해임함으로써 공직재임법을 명시적으로 위반했다고 주장했다. 그들은 미국 대통령이 법률이 헌법에 부합하는지 여부와 관계없이 미국 의회가 통과한 법률을 집행하고 준수할 의무가 있으며, 그렇지 않으면 대통령이 정기적으로 의회(선출된 대표자로서 미국 국민의 의지를 대변한다고 주장했다)의 의지를 거스르게 될 것이라고 주장했다.
변호인단은 주장된 범죄의 형사성과 존슨의 의도에 대한 의문을 제기했다. 변호인단이 제기한 요점 중 하나는 공직재임법에 모호성이 존재하여 스탠턴 해임에 실제로 적용되는지 여부에 대한 불확실성을 남겼다는 것이었다. 그들은 또한 공직재임법이 위헌이며, 스탠턴을 해임한 존슨의 의도는 미국 연방 대법원에서 법률의 합헌성을 시험하기 위한 것이었다(그리고 존슨이 그렇게 할 권리가 있었다)고 주장했다. 그들은 나아가 법률이 합헌이더라도 대통령이 헌법적 권리를 오해했다는 이유로 해임되어서는 안 된다고 주장했다. 그들은 또한 존슨이 로렌조 토머스를 임시 관료로 임명함으로써 미국 전쟁부를 기능적으로 유지해야 할 필요성이라는 이익을 위해 행동했으며, 그렇게 함으로써 공공의 해를 끼치지 않았다고 주장했다. 그들은 또한 공화당이 탄핵을 정치적 도구로 사용하고 있다고 주장했다. 변호인단은 대통령이 정치적 잘못을 이유로 탄핵으로 해임되어서는 안 된다는 견해를 주장했다. 이는 선거를 통해 해결해야 할 문제라는 것이었다.

### 평결

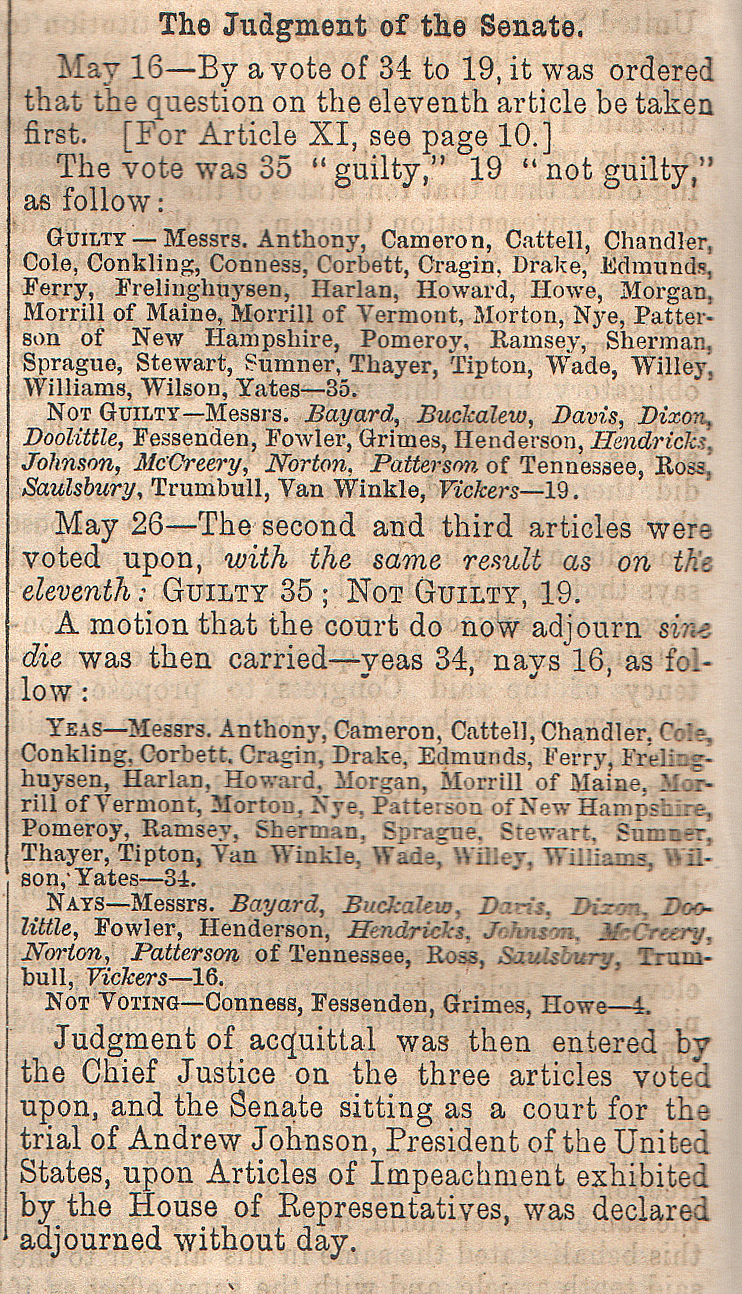
상원의 판결

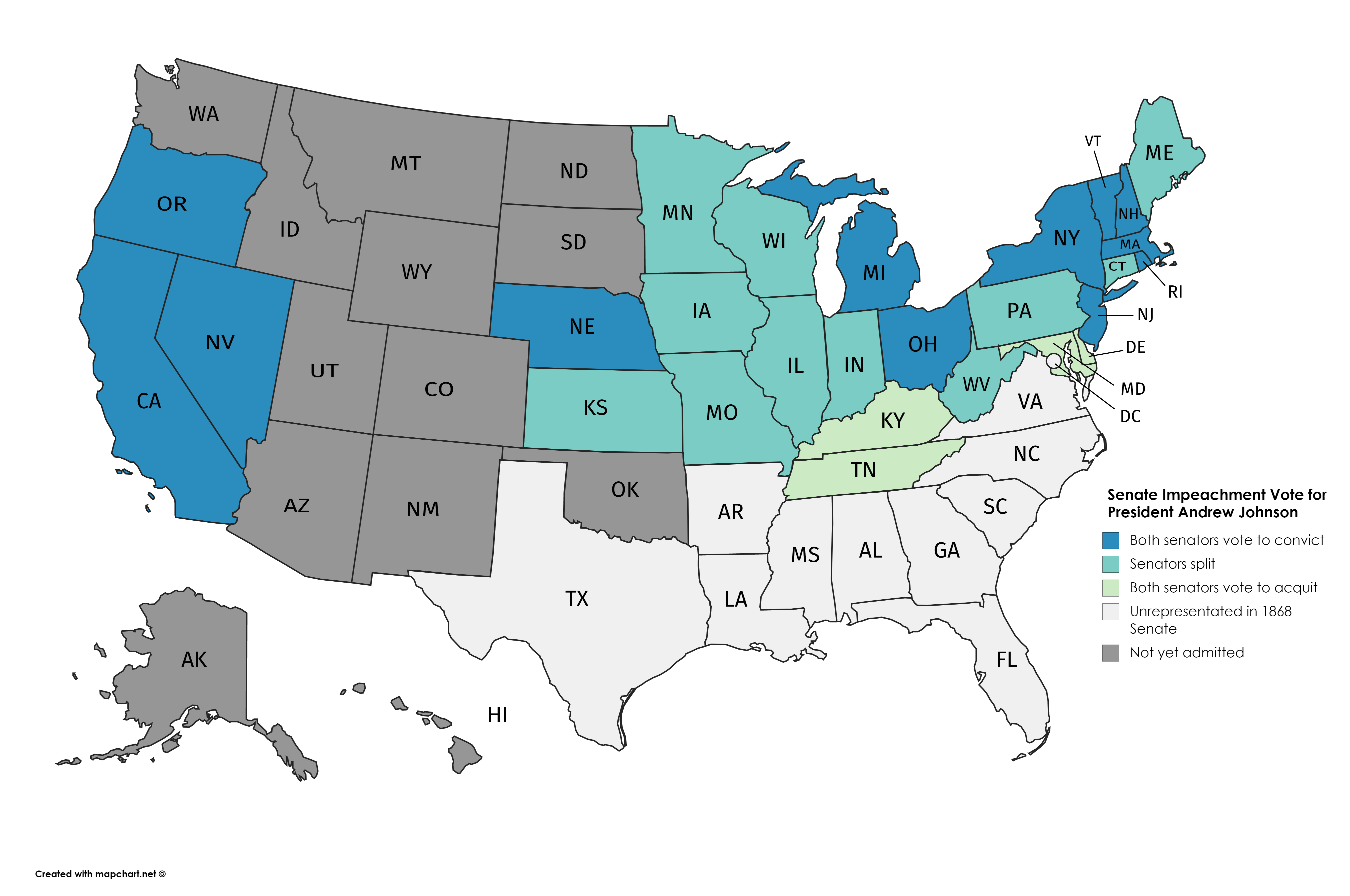
앤드루 존슨 탄핵에 대한 상원의원 투표 지도

재판 당시 상원은 27개 주를 대표하는 54명의 의원들로 구성되어 있었다(10개의 전 연합국 주들은 아직 상원 대표 자격을 재승인받지 못했다). 재판이 끝난 후 상원의원들은 세 가지 탄핵 조항에 대해 투표했다. 각 투표는 35대 19였으며, 35명의 상원의원이 유죄에, 19명이 무죄에 투표했다. 탄핵 재판에서 유죄 판결을 위한 헌법적 기준은 3분의 2 다수결 유죄 투표, 즉 이 경우 36표였기 때문에 존슨은 유죄 판결을 받지 않았다. 그는 1869년 3월 4일 임기가 끝날 때까지 직위를 유지했지만, 공공 정책에 영향력을 행사하지 못했다. 9명의 민주당 상원의원 전원은 유죄 판결에 반대 투표했다. 10명의 공화당 의원은 당을 지지하지 않고 유죄 판결에 반대 투표했다.
첫 투표는 5월 16일 11번째 조항에 대해 이루어졌다. 투표 전에 새뮤얼 C. 포메로이는 로스 상원의원에게 로스가 무죄에 투표하면 로스가 뇌물 혐의로 조사를 받게 될 것이라고 말했다. 이후 무죄에 투표한 최소 한 명의 상원의원이 투표를 바꾸도록 설득하기 위해 상원은 다른 조항에 대한 투표를 계속하기 전에 10일 동안 휴회했다. 휴회 기간 동안 하원은 탄핵 관리자들의 "상원의 결정을 좌우하기 위해 사용된 부적절하거나 부패한 수단"에 대한 조사를 시작하기 위한 결의안을 통과시켰다. 급진 공화당 지도부의 결과 변경을 위한 강력한 노력에도 불구하고, 5월 26일 두 번째와 세 번째 조항에 대한 투표가 이루어졌을 때 결과는 첫 번째와 동일했다. 이 이후, 상원은 재판을 무기한 연기하기로 투표했다.
재판 후, 버틀러는 공화당 상원의원들이 존슨의 무죄에 투표하도록 뇌물을 받았다는 광범위한 보고에 대한 청문회를 열었다. 버틀러의 청문회와 후속 조사에서 일부 무죄 투표가 후원 직책과 현금 뇌물 약속으로 이루어졌다는 증거가 늘어났다. 정치적 거래도 이루어졌다. 그라임스는 무죄 판결 후 대통령의 보복이 없을 것이라는 확신을 받았다. 존슨은 재건법을 시행하고 스탠턴의 후임으로 존 스코필드 장군을 임명하는 데 동의했다. 그럼에도 불구하고, 이 조사는 누구에게도 기소는커녕 유죄 판결을 초래하지 않았다.
더욱이, 검찰이 무죄에 투표한 상원의원들에게 유죄로 투표를 바꾸도록 뇌물을 주려 했다는 증거가 있다. 페센든 상원의원은 영국 장관직을 제안받았다. 검사 버틀러는 "로스 상원의원에게 돈을 원하면 여기에 한 부셀이 있다고 말하라"고 했다. 버틀러의 조사는 또한 유죄에 투표한 포메로이 상원의원이 존슨의 우정국장에게 포메로이와 그의 의원단 세네 명이 무죄 투표를 위해 4만 달러의 뇌물을 요구하는 편지를 썼다는 사실이 밝혀지면서 부메랑이 되어 돌아왔다. 버틀러 자신은 웨이드가 존슨 유죄 판결 후 웨이드가 대통령직을 맡으면 버틀러를 국무장관으로 임명할 것이라고 웨이드에게 들었다. 로스 상원의원이 연방 정부의 한 부서로서 대통령직의 독립성을 지키기 위한 용감한 투표 때문에 무자비하게 박해받았다는 의견은 존 F. 케네디 대통령의 저서 《용기 있는 프로필》의 한 장 전체를 차지한다. 이러한 의견은 랄프 로스케와 같은 일부 학자들에 의해 거부되었고, 에이버리 크레이븐과 같은 다른 학자들에 의해 지지되었다.
무죄에 투표한 공화당 상원의원 중 누구도 다시 선출직 공무원으로 일하지 않았다. 재판 동안 유죄로 투표를 바꾸라는 강한 압력을 받았지만, 이후 여론은 빠르게 그들의 입장으로 바뀌었다. 존 셔먼과 찰스 섬너와 같은 일부 유죄 투표 상원의원들은 나중에 마음을 바꾸었다.
| 탄핵 조항, 미국 상원 판결 (유죄 판결에 필요한 "유죄" 투표 36표) | 탄핵 조항, 미국 상원 판결 (유죄 판결에 필요한 "유죄" 투표 36표) | 탄핵 조항, 미국 상원 판결 (유죄 판결에 필요한 "유죄" 투표 36표) | 탄핵 조항, 미국 상원 판결 (유죄 판결에 필요한 "유죄" 투표 36표) |          |
| 1868년 5월 16일 11조 | 당                                                              | 당                                                              | 총 투표수                                                       |          |
| 1868년 5월 16일 11조 | 민주당                                                          | 공화당                                                          | 총 투표수                                                       |          |
| --- | --------------------------------------------------------------- | --------------------------------------------------------------- | --------------------------------------------------------------- | -------- |
| 찬성 (유죄) | 0                                                               | 35                                                              | 35                                                              |          |
| 반대 (무죄) | 09                                                              | 10                                                              | 19                                                              |          |
| 1868년 5월 26일 2조 | 당                                                              | 당                                                              | 총 투표수                                                       |          |
| 1868년 5월 26일 2조 | 민주당                                                          | 공화당                                                          | 총 투표수                                                       |          |
| 찬성 (유죄) | 0                                                               | 35                                                              | 35                                                              |          |
| 반대 (무죄) | 09                                                              | 10                                                              | 19                                                              |          |
| 1868년 5월 26일 3조 | 당                                                              | 당                                                              | 총 투표수                                                       |          |
| 1868년 5월 26일 3조 | 민주당                                                          | 공화당                                                          | 총 투표수                                                       |          |
| 찬성 (유죄) | 0                                                               | 35                                                              | 35                                                              |          |
| 반대 (무죄) | 09                                                              | 10                                                              | 19                                                              |          |
| \| 기명 투표 상세 \| 기명 투표 상세 \| 기명 투표 상세 \| 기명 투표 상세 \| 기명 투표 상세 \| \| 상원의원 \| 정당–주 \| 11조 투표 \| 2조 투표 \| 3조 투표 \| \| ------------------------- \| -------------- \| -------------- \| -------------- \| -------------- \| \| 헨리 B. 앤서니 \| R–RI \| 찬성 \| 찬성 \| 찬성 \| \| 제임스 A. 베이어드 주니어 \| D–DE \| 반대 \| 반대 \| 반대 \| \| 찰스 R. 버크루 \| D–PA \| 반대 \| 반대 \| 반대 \| \| 사이먼 카메론 \| R–PA \| 찬성 \| 찬성 \| 찬성 \| \| 알렉산더 G. 캐텔 \| R–NJ \| 찬성 \| 찬성 \| 찬성 \| \| 자카리아 챈들러 \| R–MI \| 찬성 \| 찬성 \| 찬성 \| \| 코넬리우스 콜 \| R–CA \| 찬성 \| 찬성 \| 찬성 \| \| 로스코 콩클링 \| R–NY \| 찬성 \| 찬성 \| 찬성 \| \| 존 코네스 \| R–CA \| 찬성 \| 찬성 \| 찬성 \| \| 헨리 W. 코벳 \| R–OR \| 찬성 \| 찬성 \| 찬성 \| \| 애런 H. 크래긴 \| R–NH \| 찬성 \| 찬성 \| 찬성 \| \| 개럿 데이비스 \| D–KY \| 반대 \| 반대 \| 반대 \| \| 제임스 딕슨 \| R–CT \| 반대 \| 반대 \| 반대 \| \| 제임스 루드 둘리틀 \| R–WI \| 반대 \| 반대 \| 반대 \| \| 찰스 D. 드레이크 \| R–MO \| 찬성 \| 찬성 \| 찬성 \| \| 조지 F. 에드먼즈 \| R–VT \| 찬성 \| 찬성 \| 찬성 \| \| 오리스 S. 페리 \| R–CT \| 찬성 \| 찬성 \| 찬성 \| \| 윌리엄 P. 페센든 \| R–ME \| 반대 \| 반대 \| 반대 \| \| 조지프 S. 파울러 \| R–TN \| 반대 \| 반대 \| 반대 \| \| 프레더릭 T. 프렐링하이젠 \| R–NJ \| 찬성 \| 찬성 \| 찬성 \| \| 제임스 W. 그라임스 \| R–IA \| 반대 \| 반대 \| 반대 \| \| 제임스 할런 \| R–IA \| 찬성 \| 찬성 \| 찬성 \| \| 존 B. 헨더슨 \| R–MO \| 반대 \| 반대 \| 반대 \| \| 토머스 A. 헨드릭스 \| D–IN \| 반대 \| 반대 \| 반대 \| \| 제이콥 M. 하워드 \| R–MI \| 찬성 \| 찬성 \| 찬성 \| \| 티모시 O. 하우 \| R–WI \| 찬성 \| 찬성 \| 찬성 \| \| 레버디 존슨 \| D–MD \| 반대 \| 반대 \| 반대 \| \| 토머스 C. 맥크리리 \| D–KY \| 반대 \| 반대 \| 반대 \| \| 에드윈 D. 모건 \| R–NY \| 찬성 \| 찬성 \| 찬성 \| \| 저스틴 S. 모릴 \| R–VT \| 찬성 \| 찬성 \| 찬성 \| \| 로트 M. 모릴 \| R–ME \| 찬성 \| 찬성 \| 찬성 \| \| 올리버 P. 모턴 \| R–IN \| 찬성 \| 찬성 \| 찬성 \| \| 대니얼 셸던 노턴 \| R–MN \| 반대 \| 반대 \| 반대 \| \| 제임스 W. 나이 \| R–NV \| 찬성 \| 찬성 \| 찬성 \| \| 데이비드 T. 패터슨 \| D–TN \| 반대 \| 반대 \| 반대 \| \| 제임스 W. 패터슨 \| R–NH \| 찬성 \| 찬성 \| 찬성 \| \| 새뮤얼 C. 포메로이 \| R–KS \| 찬성 \| 찬성 \| 찬성 \| \| 알렉산더 램지 \| R–MN \| 찬성 \| 찬성 \| 찬성 \| \| 에드먼드 G. 로스 \| R–KS \| 반대 \| 반대 \| 반대 \| \| 윌러드 솔즈베리 시니어 \| D–DE \| 반대 \| 반대 \| 반대 \| \| 존 셔먼 \| R–OH \| 찬성 \| 찬성 \| 찬성 \| \| 윌리엄 스프라그 4세 \| R–RI \| 찬성 \| 찬성 \| 찬성 \| \| 윌리엄 M. 스튜어트 \| R–NV \| 찬성 \| 찬성 \| 찬성 \| \| 찰스 섬너 \| R–MA \| 찬성 \| 찬성 \| 찬성 \| \| 존 밀턴 테이어 \| R–NE \| 찬성 \| 찬성 \| 찬성 \| \| 토머스 팁턴 \| R–NE \| 찬성 \| 찬성 \| 찬성 \| \| 라이먼 트럼불 \| R–IL \| 반대 \| 반대 \| 반대 \| \| 피터 G. 밴 윙클 \| R–WV \| 반대 \| 반대 \| 반대 \| \| 조지 비커스 \| D–MD \| 반대 \| 반대 \| 반대 \| \| 벤저민 웨이드 \| R–OH \| 찬성 \| 찬성 \| 찬성 \| \| 웨이트먼 T. 윌리 \| R–WV \| 찬성 \| 찬성 \| 찬성 \| \| 조지 헨리 윌리엄스 \| R–OR \| 찬성 \| 찬성 \| 찬성 \| \| 헨리 윌슨 \| R–MA \| 찬성 \| 찬성 \| 찬성 \| \| 리처드 예이츠 \| R–IL \| 찬성 \| 찬성 \| 찬성 \| 출처: |                                                                 |                                                                 |                                                                 |          |
| 기명 투표 상세 |                                                                 |                                                                 |                                                                 |          |
| 상원의원 | 정당–주                                                         | 11조 투표                                                       | 2조 투표                                                        | 3조 투표 |
| 헨리 B. 앤서니 | R–RI                                                            | 찬성                                                            | 찬성                                                            | 찬성     |
| 제임스 A. 베이어드 주니어 | D–DE                                                            | 반대                                                            | 반대                                                            | 반대     |
| 찰스 R. 버크루 | D–PA                                                            | 반대                                                            | 반대                                                            | 반대     |
| 사이먼 카메론 | R–PA                                                            | 찬성                                                            | 찬성                                                            | 찬성     |
| 알렉산더 G. 캐텔 | R–NJ                                                            | 찬성                                                            | 찬성                                                            | 찬성     |
| 자카리아 챈들러 | R–MI                                                            | 찬성                                                            | 찬성                                                            | 찬성     |
| 코넬리우스 콜 | R–CA                                                            | 찬성                                                            | 찬성                                                            | 찬성     |
| 로스코 콩클링 | R–NY                                                            | 찬성                                                            | 찬성                                                            | 찬성     |
| 존 코네스 | R–CA                                                            | 찬성                                                            | 찬성                                                            | 찬성     |
| 헨리 W. 코벳 | R–OR                                                            | 찬성                                                            | 찬성                                                            | 찬성     |
| 애런 H. 크래긴 | R–NH                                                            | 찬성                                                            | 찬성                                                            | 찬성     |
| 개럿 데이비스 | D–KY                                                            | 반대                                                            | 반대                                                            | 반대     |
| 제임스 딕슨 | R–CT                                                            | 반대                                                            | 반대                                                            | 반대     |
| 제임스 루드 둘리틀 | R–WI                                                            | 반대                                                            | 반대                                                            | 반대     |
| 찰스 D. 드레이크 | R–MO                                                            | 찬성                                                            | 찬성                                                            | 찬성     |
| 조지 F. 에드먼즈 | R–VT                                                            | 찬성                                                            | 찬성                                                            | 찬성     |
| 오리스 S. 페리 | R–CT                                                            | 찬성                                                            | 찬성                                                            | 찬성     |
| 윌리엄 P. 페센든 | R–ME                                                            | 반대                                                            | 반대                                                            | 반대     |
| 조지프 S. 파울러 | R–TN                                                            | 반대                                                            | 반대                                                            | 반대     |
| 프레더릭 T. 프렐링하이젠 | R–NJ                                                            | 찬성                                                            | 찬성                                                            | 찬성     |
| 제임스 W. 그라임스 | R–IA                                                            | 반대                                                            | 반대                                                            | 반대     |
| 제임스 할런 | R–IA                                                            | 찬성                                                            | 찬성                                                            | 찬성     |
| 존 B. 헨더슨 | R–MO                                                            | 반대                                                            | 반대                                                            | 반대     |
| 토머스 A. 헨드릭스 | D–IN                                                            | 반대                                                            | 반대                                                            | 반대     |
| 제이콥 M. 하워드 | R–MI                                                            | 찬성                                                            | 찬성                                                            | 찬성     |
| 티모시 O. 하우 | R–WI                                                            | 찬성                                                            | 찬성                                                            | 찬성     |
| 레버디 존슨 | D–MD                                                            | 반대                                                            | 반대                                                            | 반대     |
| 토머스 C. 맥크리리 | D–KY                                                            | 반대                                                            | 반대                                                            | 반대     |
| 에드윈 D. 모건 | R–NY                                                            | 찬성                                                            | 찬성                                                            | 찬성     |
| 저스틴 S. 모릴 | R–VT                                                            | 찬성                                                            | 찬성                                                            | 찬성     |
| 로트 M. 모릴 | R–ME                                                            | 찬성                                                            | 찬성                                                            | 찬성     |
| 올리버 P. 모턴 | R–IN                                                            | 찬성                                                            | 찬성                                                            | 찬성     |
| 대니얼 셸던 노턴 | R–MN                                                            | 반대                                                            | 반대                                                            | 반대     |
| 제임스 W. 나이 | R–NV                                                            | 찬성                                                            | 찬성                                                            | 찬성     |
| 데이비드 T. 패터슨 | D–TN                                                            | 반대                                                            | 반대                                                            | 반대     |
| 제임스 W. 패터슨 | R–NH                                                            | 찬성                                                            | 찬성                                                            | 찬성     |
| 새뮤얼 C. 포메로이 | R–KS                                                            | 찬성                                                            | 찬성                                                            | 찬성     |
| 알렉산더 램지 | R–MN                                                            | 찬성                                                            | 찬성                                                            | 찬성     |
| 에드먼드 G. 로스 | R–KS                                                            | 반대                                                            | 반대                                                            | 반대     |
| 윌러드 솔즈베리 시니어 | D–DE                                                            | 반대                                                            | 반대                                                            | 반대     |
| 존 셔먼 | R–OH                                                            | 찬성                                                            | 찬성                                                            | 찬성     |
| 윌리엄 스프라그 4세 | R–RI                                                            | 찬성                                                            | 찬성                                                            | 찬성     |
| 윌리엄 M. 스튜어트 | R–NV                                                            | 찬성                                                            | 찬성                                                            | 찬성     |
| 찰스 섬너 | R–MA                                                            | 찬성                                                            | 찬성                                                            | 찬성     |
| 존 밀턴 테이어 | R–NE                                                            | 찬성                                                            | 찬성                                                            | 찬성     |
| 토머스 팁턴 | R–NE                                                            | 찬성                                                            | 찬성                                                            | 찬성     |
| 라이먼 트럼불 | R–IL                                                            | 반대                                                            | 반대                                                            | 반대     |
| 피터 G. 밴 윙클 | R–WV                                                            | 반대                                                            | 반대                                                            | 반대     |
| 조지 비커스 | D–MD                                                            | 반대                                                            | 반대                                                            | 반대     |
| 벤저민 웨이드 | R–OH                                                            | 찬성                                                            | 찬성                                                            | 찬성     |
| 웨이트먼 T. 윌리 | R–WV                                                            | 찬성                                                            | 찬성                                                            | 찬성     |
| 조지 헨리 윌리엄스 | R–OR                                                            | 찬성                                                            | 찬성                                                            | 찬성     |
| 헨리 윌슨 | R–MA                                                            | 찬성                                                            | 찬성                                                            | 찬성     |
| 리처드 예이츠 | R–IL                                                            | 찬성                                                            | 찬성                                                            | 찬성     |

## 존슨 탄핵의 후속 분석
1887년, 임기법은 의회에 의해 폐지되었고, 미국 연방 대법원의 후속 판결들은 의회의 승인 없이 스탠턴을 해고할 권리가 있다는 존슨의 입장을 지지하는 것처럼 보였다. 마이어스 대 미국 (1926)에서 유사한 후속 법률에 대한 대법원의 판결은 대통령이 의회의 승인 없이 우체국장을 해임할 수 있는 능력을 확인했으며, 다수 의견의 판례 외 의견은 "1867년 임기법...은 무효였다"고 명시했다.
일리노이주의 라이먼 트럼불(존슨의 해임을 막기 위해 유죄 판결에 반대하는 투표를 거부한 10명의 공화당 상원의원 중 한 명)은 무죄 판결에 대한 자신의 투표를 설명하는 연설에서 존슨이 유죄 판결을 받았다면 미국 대통령직의 주요 정치적 권력원(대통령이 의회와 결과 없이 의견을 달리할 자유)이 파괴되었을 것이며, 헌법의 견제와 균형 시스템도 마찬가지였을 것이라고 언급했다. 실제로 앤드루 존슨의 탄핵과 재판은 권력 분립에 장기적인 영향을 미쳤다. 이는 의회가 행정부의 구조에 대한 갈등 때문에 대통령을 해임해서는 안 된다는 규칙을 확립했다. 또한 공공 정책과 전반적인 통치 권력에 대한 대통령의 영향력을 감소시켜, 미래의 대통령인 우드로 윌슨이 1880년대에 "의회 정부"라고 언급한 통치 시스템을 조성했다.

## 같이 보기
- 앤드루 존슨 탄핵 연표
- 리처드 닉슨 탄핵 과정
- 빌 클린턴 대통령 탄핵 소추
- 2019년 도널드 트럼프 대통령 탄핵 소추
- 2021년 도널드 트럼프 대통령 탄핵 소추
- 미국의 연방 정치 스캔들 목록
- 테네시 존슨, 앤드루 존슨의 탄핵과 관련된 사건들을 묘사한 1942년 영화

## 내용주
1. ↑  1868년 2월 24일 존슨 탄핵 투표에 대한 기록이 불일치한다. 의회 회보는 투표를 126대 47로 기록했으며 (공화당원인 윌리엄 헨리 쿤츠와 프랜시스 토머스 둘 다 불참으로 기록됨), 미국 하원 일지는 투표를 128대 47로 기록했다 (쿤츠와 토머스 둘 다 참석하여 결의안 지지 투표를 한 것으로 기록됨).[18][52][51][53] 하원 역사가실은 웹사이트에서 의회 회보의 집계를 선호하며,[53] 따라서 이 문서와 위키백과의 다른 문서들도 그 집계를 선호한다.

## 추가 읽기
- Benedict, Michael Les. "A New Look at the Impeachment of Andrew Johnson", Political Science Quarterly, Sep 1973, Vol. 88 Issue 3, pp. 349–67 in JSTOR
- Benedict, Michael Les. The impeachment and trial of Andrew Johnson (1973), 212 pp; the standard scholarly history online edition
- Brown, H. Lowell. High Crimes and Misdemeanors in Presidential Impeachment (Palgrave Macmillan, New York, 2010). pp. 35–61 on Johnson.
- DeWitt, David M. The impeachment and trial of Andrew Johnson (1903), old monograph online edition
- Hearn, Chester G. The Impeachment of Andrew Johnson (2000) popular history
- McKitrick, Eric L. Andrew Johnson and Reconstruction (1960) influential analysis
- Rable, George C. "Forces of Darkness, Forces of Light: The Impeachment of Andrew Johnson and the Paranoid Style", Southern Studies (1978) 17#2, pp. 151–73
- Sefton, James E. "The Impeachment of Andrew Johnson: A Century of Writing", Civil War History, June 1968, Vol. 14 Issue 2, pp. 120–47
- Sigelman, Lee, Christopher J. Deering, and Burdett A. Loomis. "'Wading Knee Deep in Words, Words, Words': Senatorial Rhetoric in the Johnson and Clinton Impeachment Trials". Congress & the Presidency 28#2 (2001) pp. 119–39.
- Stathis, Stephen W. "Impeachment and Trial of President Andrew Johnson: A View from the Iowa Congressional Delegation", Presidential Studies Quarterly Vol. 24, No. 1, (Winter, 1994), pp. 29–47 in JSTOR
- Stewart, David O. Impeached: The Trial of President Andrew Johnson and the Fight for Lincoln's Legacy (2009)
- Trefousse, Hans L. "The Acquittal of Andrew Johnson and the Decline of the Radicals", Civil War History, June 1968, Vol. 14 Issue 2, pp. 148–61
- Trefousse, Hans L. Andrew Johnson: A Biography (1989) major scholarly biography excerpt and text search
- Trefousse, Hans L. Impeachment of a President: Andrew Johnson, the Blacks, and Reconstruction (1999)
- Wineapple, Brenda (2019). 《The Impeachers: The Trial of Andrew Johnson and the Dream of a Just Nation》. Random House Publishing Group. ISBN 978-0812998368.
- Zelizer, Julian E., ed. The American Congress: The Building of Democracy (Houghton Mifflin. 2004) pp. 239–249, on the press. online